# スーフォールズ
スーフォールズ（Sioux Falls [ˌsuː ˈfɔːlz]）は、アメリカ合衆国サウスダコタ州東端に位置する都市。人口は19万2517人（2020年）で同州最大である。スーフォールズに郡庁を置くミネハハ郡を中心に4郡にまたがる都市圏は州の人口の1/4強を占める。市域の大部分はミネハハ郡内にあるが、一部は南に隣接するリンカーン郡にかかっている。ラコタ語での名称はÍŋyaŋ Okábleča Otȟúŋwaheといい、これは「石の破片の街」を意味する。オマハの北270キロメートル、ミネアポリス・セントポールの南西300キロメートルに位置する。
スーフォールズは1856年に創設された。市名は先史時代から多くの人の関心を引き付けてきたビッグスー川の滝に由来している。古くは農業の中心地、また採石場の街であったが、20世紀中盤以降は製造業が発展し、1970年代以降は医療や金融が地域経済の要となっている。また、経済面のみならず文化面においても、スーフォールズは州の中心的な都市となっている。

## 歴史

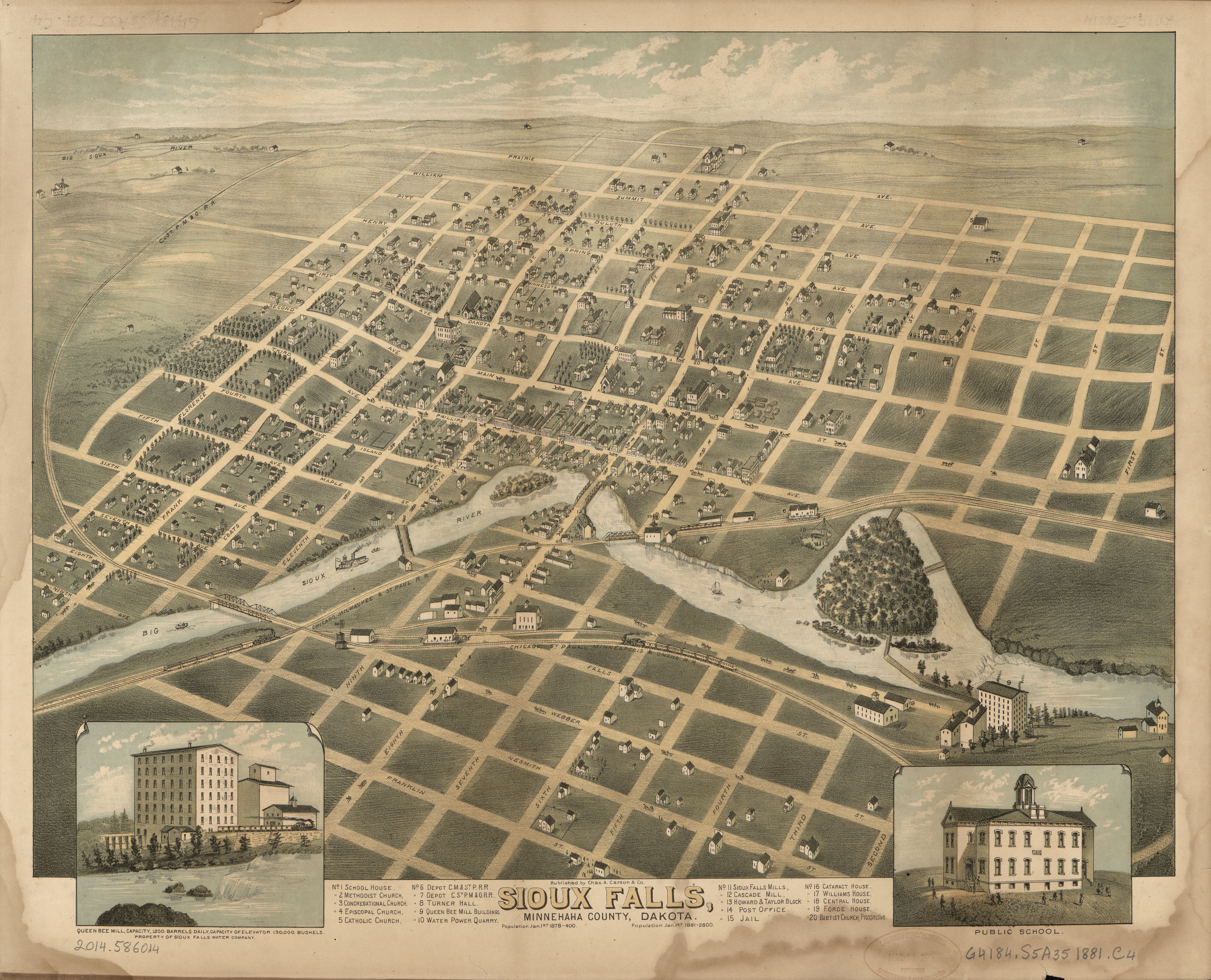
ビッグスー川を前面にしたスーフォールズの鳥瞰図（1881年）

その名が示すように、スーフォールズの歴史はビッグスー川の滝を中心として流れてきた。この滝はおよそ14,000年前、最終氷期に形成された。やがて氷期が終わると、氷溶け水が川に流れ込んで侵食が進み、珪岩から成る淡いピンク色の基岩層が表れた。この珪岩自体は約15億年前に、浅い海底の堆積物から形成されたものである。
この滝は古くから人々の関心を引き付けてきた。この滝の周辺には紀元前500年よりも前から、古代のネイティブ・アメリカンが住み着いていた。彼らが川沿いの高い崖の上に造った墳丘墓は、現代においても数多く残っている。後からこの地にやってきて住み着いた部族は、囲郭村を造って農耕社会を形成した。18世紀には、バイソンを狩る移動型狩猟採集民族であるラコタ族やダコタ族がこの地にやってきた。同じ頃、フランス人毛皮罠猟師たちがこの滝を訪れた形跡も、この頃の地図に見られる。また、ルイス・クラーク探検隊の1804年8月の日誌や、ジョン・C・フレモントおよびジョセフ・ニコレットが1838年にこの一帯を探検した際の記録にも、この滝についての記述が見られる。1856年には、ジェイコブ・フェリスが著書The States and Territories of the Great Westの中でこの滝を記述し、これが町を創ろうとする者たちの関心を呼ぶことになった。
やがて、この滝の美しさ、および滝のもたらす水力から、この地に町としての将来性を見出した2組の土地投機家が動いた。1856年にアイオワ州ダビュークのウェスタン・タウン・カンパニーが、そして翌1857年にはミネソタ準州の準州都セントポールのダコタ・ランド・カンパニーが、相次いでそれぞれ、この滝の周辺の土地320エーカー（130ha）の所有権を主張し、町を区画した。しかし、この地にもともと住み着いていたネイティブ・アメリカンの脅威にさらされるようになると、両社は町の防衛のために協働するようになり、共に芝の仮設バリケードを造ってFort Sod（芝の砦）と呼んだ。
この新たに創設された町では、最初の年に17人が越冬した。その翌年には、この町には40人が住み着くようになった。
しかし、1862年にダコタ戦争が勃発し、町に程近いミネソタ州南西部一帯が戦火に包まれるようになると、2人の入植者が殺害されたのを受けて、同年8月に町はヤンクトンに退避した。放棄された町はやがて略奪され、焼き討ちにされた。その後、1865年5月にダコタ砦が建てられると、避難した入植者が戻ってくると共に、新たな入植者を呼び込み、町は復興した。
1876年、ヤンクトンで開かれた第12回ダコタ準州議会での議決により、スーフォールズは1,200エーカー（4.86km2）の村域を持つ村として正式に法人化された。しかし、村という行政形態では制約が大きすぎたため、スーフォールズは市制施行を陳情し、1883年3月3日にこれが準州議会で認められた。
1880年代に鉄道が開通すると、スーフォールズは高い成長を遂げた。1880年の国勢調査時には2,167人であった人口は、わずか10年で5倍近くに膨れ上がった。しかし、1890年代に入ると一転、深刻な蝗害と全米的な不況によって成長が著しく鈍化した。その後20世紀に入ると、1909年のジョン・モレル精肉工場の開業、第二次世界大戦時下の1942年には陸軍航空軍基地およびラジオ・コミュニケーション訓練学校の設置、そして終戦後も1960年代初頭の州間高速道路開通により、市は再び大きく成長した。
1970年代に入って、中西部の主要都市が軒並み衰退していく中にあっても、スーフォールズは成長し続けた。1981年、州の貸金法緩和に乗じて、シティバンクがクレジットカード部門の主力をニューヨークからスーフォールズに移した。この動きについては、スーフォールズが20世紀第4四半世紀以降にも人口と雇用を伸ばし続けた、その主たる起爆剤となったと見る者もいる一方で、スーフォールズの地域経済の主役が製造業から医療、金融や小売へと移行していく全体的な流れの中の、ほんの一部に過ぎないと見る者もいる。

## 地理
スーフォールズは北緯43度32分51秒 西経96度43分46秒 / 北緯43.54750度 西経96.72944度に位置している。市はサウスダコタ州東端南部にあり、アイオワ州との州境からは北西へ約12km、ミネソタ州との州境からは西へ約24kmである。オマハからは北へ約270km、ミネアポリス・セントポールからは南西へ約300kmに位置する。

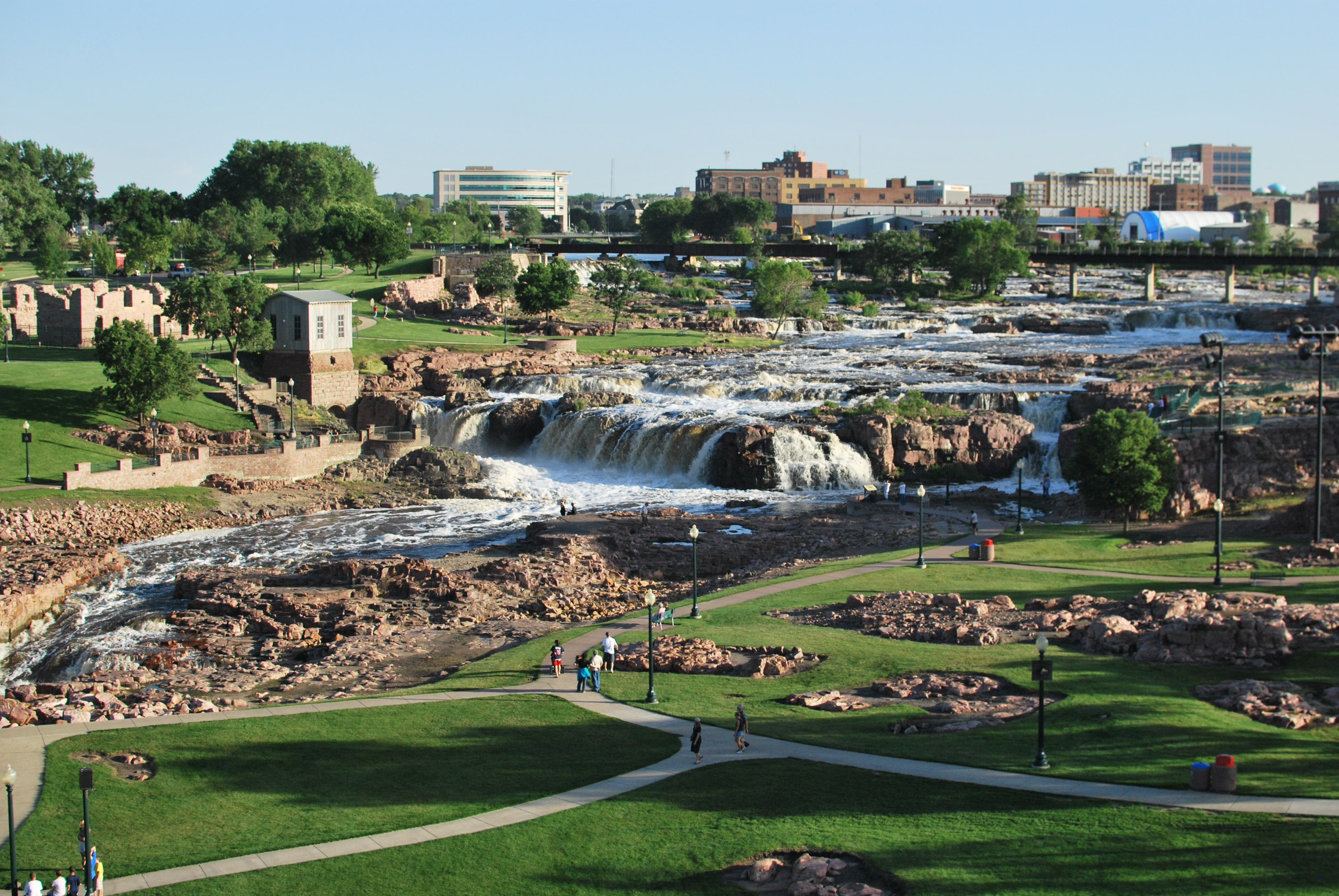
ビッグスー川の滝からダウンタウンを望む

アメリカ合衆国国勢調査局によると、スーフォールズ市は総面積190.29km2（73.47mi2）である。そのうち188.97km2（72.96mi2）が陸地で1.32km2（0.51mi2）が水域である。総面積の0.69%が水域となっている。市域はU字型に蛇行して流れるビッグスー川の流路を中心に、なだらかに連なる丘の上に広がっており、そのU字の内側東部にダウンタウンが形成されている。また、このU字型を塞ぐように、市北端に立地するスーフォールズ地域空港の東側を回り込んで、スーフォールズ・ダイバージョン・チャネルという運河が掘削されている。やや起伏のある地形のため、標高は場所によっても異なるが、ダウンタウンに建つ市庁舎の位置（前述の座標）では標高437mである。ダウンタウンの北端には、市名の由来ともなったビッグスー川の滝があり、周辺はフォールズ公園として整備されている。
スーフォールズの都市圏は、市域の大部分が属するミネハハ郡、その南に隣接し、市南部の一部がかかるリンカーン郡、およびそれら2郡の西にそれぞれ隣接するマクック郡、ターナー郡の4郡から成っている。その合計面積は6,670km2（2,575mi2）で、島根県の面積にほぼ相当し、栃木県や群馬県の面積よりやや広い。これら4郡内には、スーフォールズのほか、人口数千人から1万人程度の衛星都市が、I-29・I-90の2本の州間高速道路をはじめとする幹線道路沿いなどに点在している。

### 気候

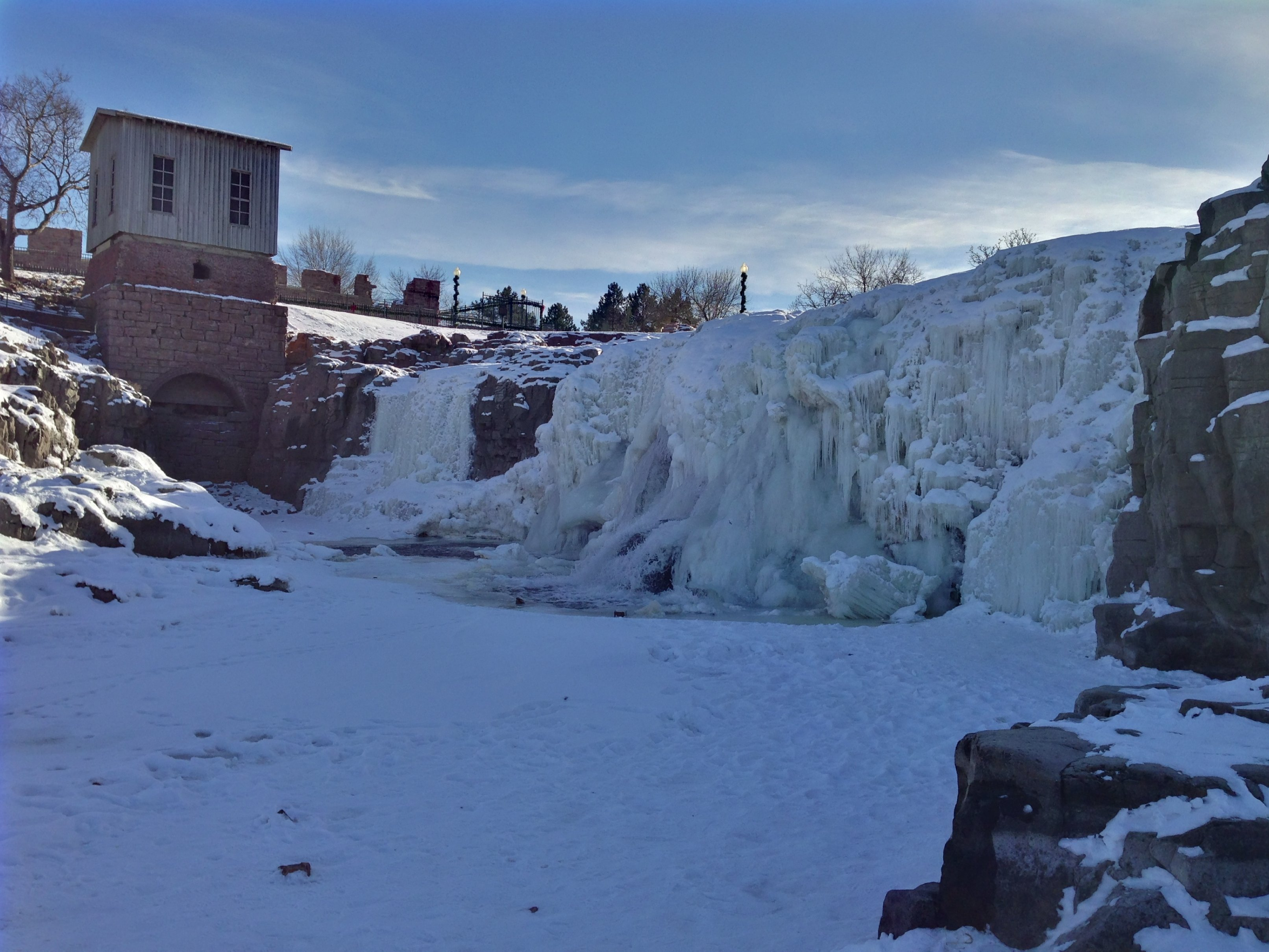
厳冬期に氷結したビッグスー川の滝（2013年1月）

内陸に位置するスーフォールズの気候は大陸性で、時折蒸し暑くなることのなる夏と乾燥して寒さの厳しい冬に特徴づけられる。ケッペンの気候区分では、中西部に広く分布する亜寒帯湿潤気候（Dfa）に属する。アメリカ合衆国農務省によるハーディネスゾーンは4bである。
最も暖かい7月の最高気温の平均は約29℃に達するが、最低気温は平均17℃まで下がり、平均気温は23℃程度である。最も寒い1月の平均気温は氷点下9℃、最低気温は平均氷点下14℃まで下がり、日中でも氷点下3℃程度までしか上がらない。例年では、9月から5月までは気温が氷点下に下がる日がある。降水量は春季・夏季の4月から9月にかけては多く、月間70-100mm程度、逆に冬季の12月から2月にかけては少なく、月間15-18mm程度、その他の月は月間35-55mm程度である。また、冬季の11月から3月にかけては月間17-21cm程度の降雪が見られる。年間降水量は675mm程度、年間降雪量は115cm程度である。
また、スーフォールズ都市圏を含むサウスダコタ州東部はトルネード・アレイと呼ばれる竜巻多発地帯の北縁にあたり、南のネブラスカ州やアイオワ州ほどではないものの、竜巻に見舞われやすい。2019年9月10日には、市南部で3つの竜巻（いずれも改良藤田スケールEF2）が相次いで発生し、37棟が全半壊した。アベラ心臓病院の病棟4棟のうち1棟も被害を受けたが、同院スタッフによる迅速な患者の退避もあって、100人以上いた同院の入院患者を含めて、死者・重傷者は1人も出さずに済んだ。
|               | 1月  | 2月  | 3月  | 4月  | 5月  | 6月  | 7月  | 8月  | 9月  | 10月 | 11月 | 12月 | 年    |
| ------------- | ---- | ---- | ---- | ---- | ---- | ---- | ---- | ---- | ---- | ---- | ---- | ---- | ----- |
| 平均気温（℃） | -8.6 | -5.8 | 0.5  | 8.0  | 14.4 | 19.9 | 22.8 | 21.4 | 16.3 | 8.8  | 0.3  | -7.1 | 7.7   |
| 降水量（mm）  | 15.2 | 15.2 | 45.7 | 76.2 | 86.4 | 99.1 | 78.7 | 78.7 | 71.1 | 55.9 | 35.6 | 17.8 | 675.6 |
| 降雪量（cm）  | 19.6 | 17.5 | 21.3 | 11.7 | -    | -    | -    | -    | -    | 3.3  | 18.8 | 20.8 | 113.0 |

### 都市概観と建築物

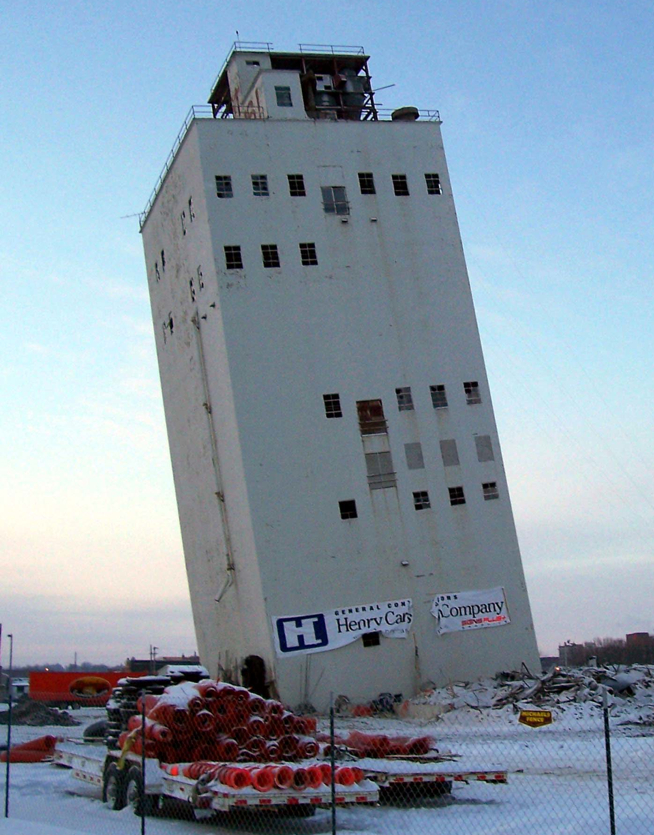
爆破解体失敗直後、大きく傾いた状態のジップ飼料工場サイロ

スーフォールズのダウンタウンは東にビッグスー川、西にミネソタ・アベニュー（州道115号線）、北に3rdストリート、南に14thストリートに囲まれた範囲内にほぼ収まっている。ダウンタウンの街路は比較的整然と区画されており、東西に通る通りはストリート、南北に通る通りはアベニューとそれぞれ呼ばれている。東西に通る通りはフィリップス・アベニューを境に東（E）と西（W）に、また南北に通る通りは9thストリートを境に南（S）と北（N）にそれぞれ分かれている。
スーフォールズで最も高い建物は、ダウンタウンのダコタ・アベニュー沿い、9thストリートと10thストリートの間に建つ高さ53m、11階建てのセンチュリーリンク・タワーで、サウスダコタ州全体でも最も高い建物である。2005年末に取り壊されるまでは、ダウンタウンからビッグスー川を隔てた対岸に建っていた、ジップ飼料工場の高さ61.6mのサイロがスーフォールズおよびサウスダコタ州全体で最も高い建物であった。このサイロは当初、爆破解体されたが失敗し、48mを残し、大きく傾いた状態で建っていた。そのため、地元住民はイタリアのピサの斜塔になぞらえて、この様を「ジップの斜塔」と揶揄した。その後、このサイロはクレーンと鉄球を用いて、2週間かけて解体された。

## 政治

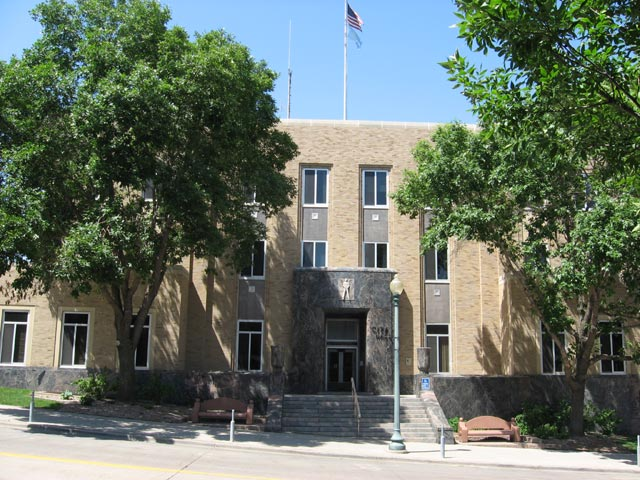
スーフォールズ市庁舎

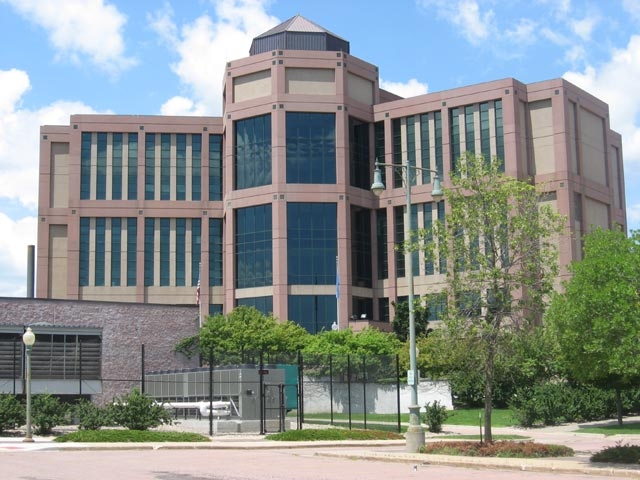
ミネハハ郡庁舎

スーフォールズは市長制を採っている。市の立法機関である市議会は市長および8人の市議員から成っている。8人の市議員のうち、5人は市を5つに分けた小選挙区から1人ずつ選出され、残りの3人は全市から選出される。市議員の任期は4年で、多選は連続2期までに制限されている。加えて、市議会は議事録を取る書記官を任命する。議決にあたっては、市議員の過半数にあたる5人の賛成により可決となり、4-4で同数の場合は市長の票により決定する。
市長は市議会の一員であると同時に、市の行政の長である。市長は市議会に対して、市政の現状を報告し、必要に応じて施策を推す権限と義務を負う。また、市長は市政府各局の局長を任命・監督する権限や、必要に応じて市政府に局を創設する権限を有する。市長による局創設は、6人の市議員の反対により無効化できる。また、市の行政の最高責任者としての役割に加えて、儀礼的な場においては、市長は市の代表としての役割を果たす。市著は全市から1名選出され、その任期は4年で、多選は連続2期までに制限されている。

## 経済

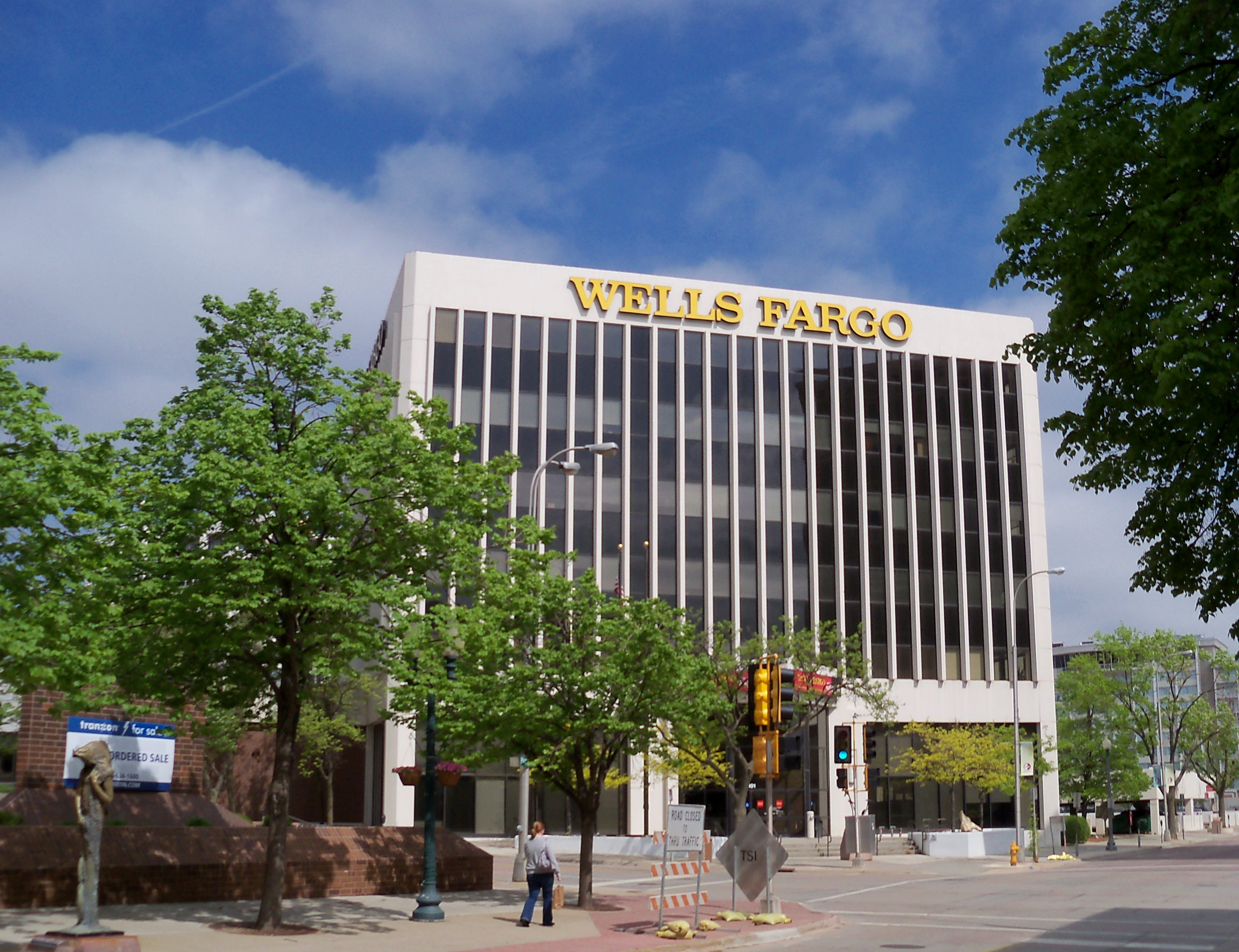
ウェルズ・ファーゴのスーフォールズ支店

スーフォールズの地域経済は、古くは農業や採石業を中心としてきたが、20世紀後半に入ると多角化した。現在のスーフォールズにおいては、医療、金融、製造業、運輸・倉庫、データセンター、および食品加工が主要産業となっている。2019年12月現在、スーフォールズの失業率は2.7%で、全米平均の3.9%を大幅に下回っている。2019年には、スーフォールズはフォーブス誌の「ビジネスおよびキャリアに良い小都市」ランキングで1位となった。
2019年現在、スーフォールズにおける大口雇用主（雇用者数1,000人以上）は下表の通りである。
| 雇用主名                                               | 業種           | 雇用者数       |
| ------------------------------------------------------ | -------------- | -------------- |
| サンフォード・ヘルス                                   | 医療           | 9,500-10,000人 |
| スミスフィールド・フーズ                               | 食品加工       | 8,500-9,000人  |
| アベラ・ヘルス                                         | 医療           | 8,000-8,500人  |
| ハイビー・フード・ストアーズ                           | 小売           | 3,500-4,000人  |
| スーフォールズ公立学区                                 | 教育           | 3,000-3,500人  |
| ウェルズ・ファーゴ                                     | 金融           | 2,500-3,000人  |
| シティ                                                 | 金融           | 1,500-2,000人  |
| ウォルマート/サムズ・クラブ                            | 小売・卸売     | 1,000-1,500人  |
| 福音ルーテル・グッド・サマリタン会                     | 医療           | 1,000-1,500人  |
| スーフォールズ市政府                                   | 政府           | 1,000-1,500人  |
| 退役軍人省医療・地域事務局                             | 医療・政府     | 1,000-1,500人  |
| ライフスケープ                                         | 医療・社会福祉 | 1,000-1,500人  |
| ファースト・プレミア・バンク/ プレミア・バンク・カード | 金融           | 1,000-1,500人  |

## 交通

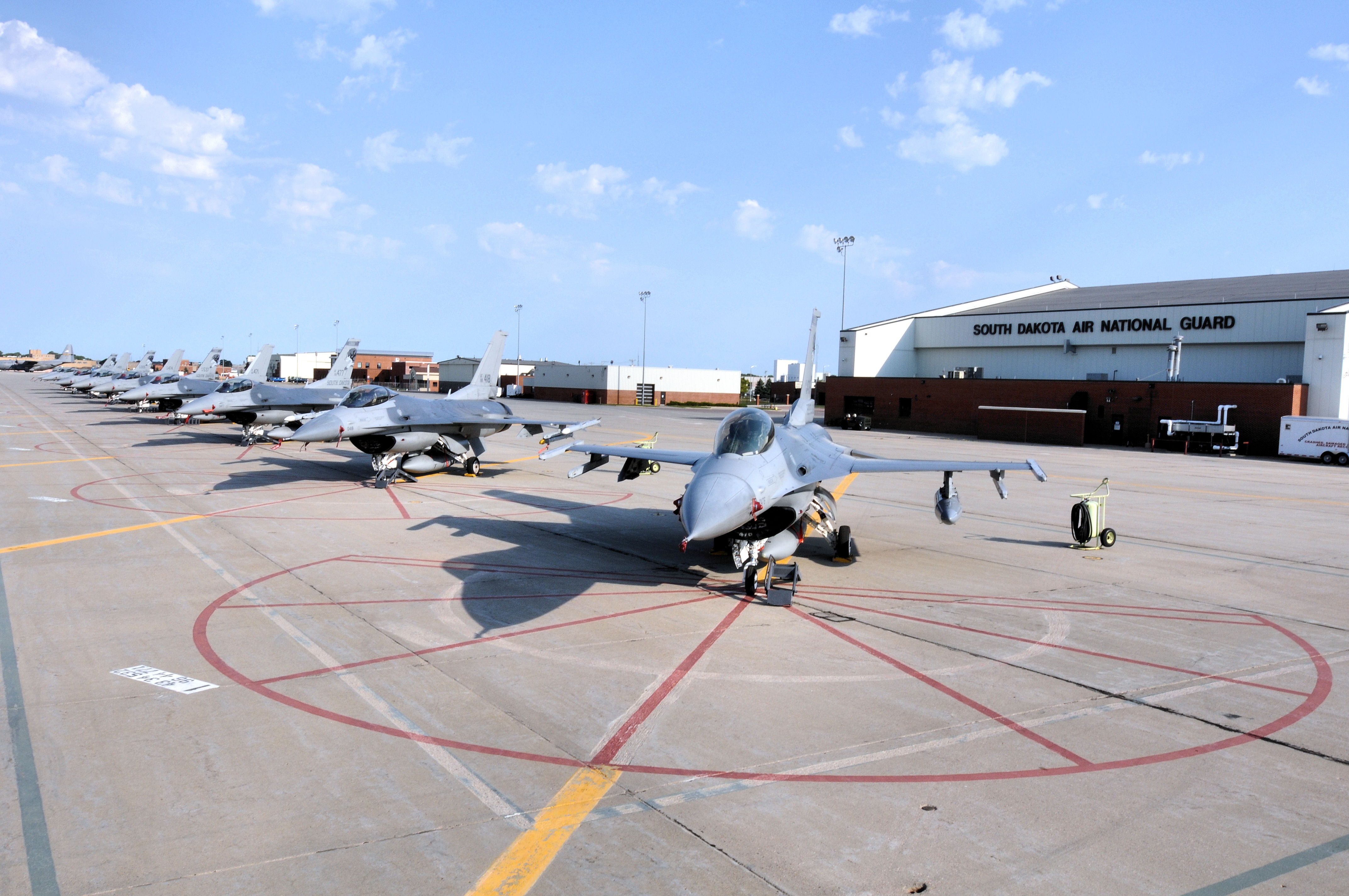
スーフォールズ地域空港に駐機中の、サウスダコタ空軍州兵のF-16

スーフォールズの玄関口となっている空港は、市中心部の北西約5.5km、市域北端に立地するスーフォールズ地域空港（IATA: FSD、ジョー・フォス・フィールドとも呼ばれる）である。同空港にはデルタ航空（ミネアポリス・セントポール、アトランタ）、ユナイテッド航空（シカゴ・オヘア、デンバー）、アメリカン航空（シカゴ・オヘア、ダラス・フォートワース、フェニックス・スカイハーバー）の3大航空会社全てに加えて、アレジアント・エアおよびフロンティア航空も就航している。また、同空港はヘリパッドも併設している。同空港は軍民両用で、サウスダコタ空軍州兵の本部および第114戦闘航空団が置かれている。
スーフォールズにはI-29およびI-90の2本の州間高速道路が通っている。I-29はカンザスシティから北へ、グレートプレーンズ東縁北部を縦断する高速道路で、スーフォールズでは市西部を南北に通っている。スーフォールズから南へはスーシティ・オマハ方面へ、また北へはブルッキングズ・ファーゴ・グランドフォークスを通ってカナダとの国境へと通ずる。I-90は大陸を横断する幹線の中では最も北を走るもので、スーフォールズでは市北端を通っている。スーフォールズから東へはミネソタ州南部を通ってシカゴ方面へ、また西へはサウスダコタ州中央部を横断し、ラピッドシティやビリングス方面へと通ずる。これら2本の高速道路は、市北西端にあるジャンクションで交わる。I-29の支線であるI-229は、市南部でI-29本線と、また市東部でI-90と合流/分岐し、市南部・東部を通る環状道路の役割を果たしている。このI-229の外側に、第2の環状道路となる州道100号線の建設が進められている。

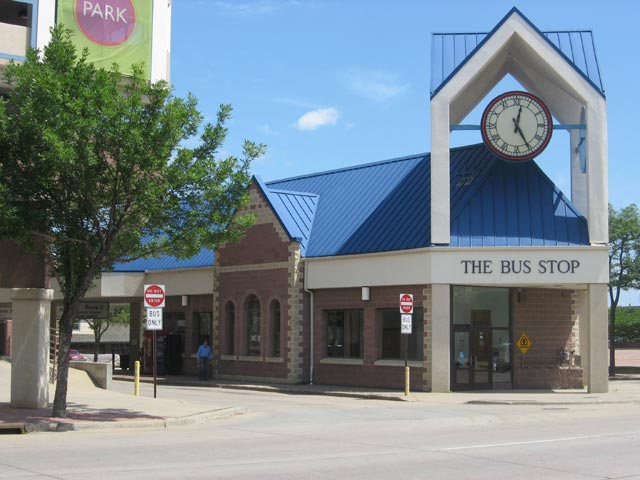
ダウンタウンにあるスー・エリア・メトロのバスターミナル

市内の公共交通機関としては、スー・エリア・メトロという路線バスが運行されている。この路線バス網は11系統を有し、スーフォールズ市内をカバーしている。加えて、ダウンタウンにはスーフォールズ・トロリーという、レトロな車体を用いたバスも運行されている。このバスはフォールズ公園と13thストリートの間を30分毎に走っている。
グレイハウンドと提携しているジェファーソン・ラインズのバスディーポは市北西部、スーフォールズ地域空港の西、I-29沿いに立地している。このバスディーポには、ミネアポリス方面、ラピッドシティ方面、スーシティ・オマハ方面、ブルッキングズ・ウォータータウン・ファーゴ方面のバスが発着する。
アムトラックの旅客列車は、スーフォールズはおろか、サウスダコタ州内を通っていない。

## 教育

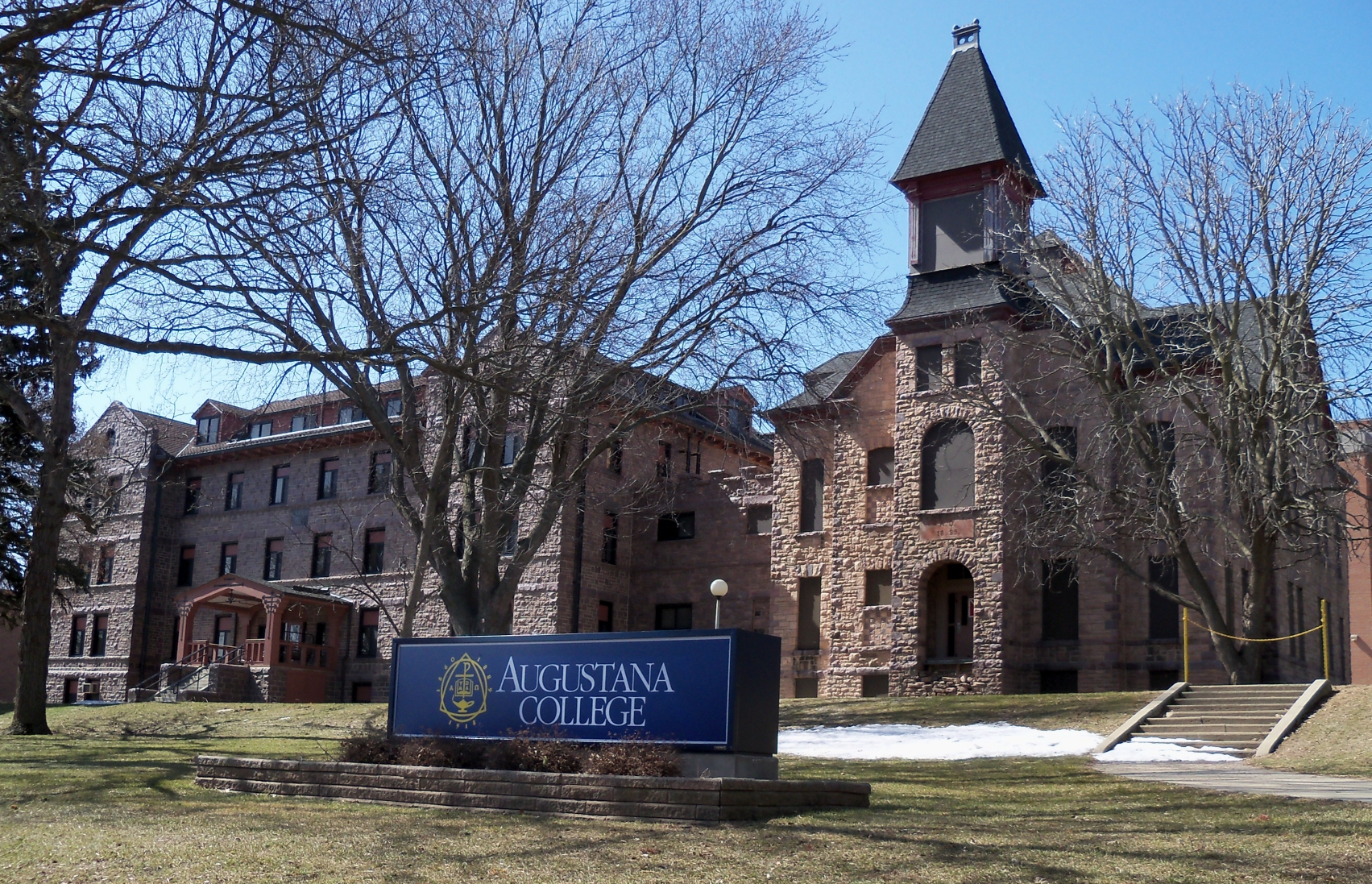
オーガスタナ大学（2010年）

オーガスタナ大学はダウンタウンの南南西約3km、住宅街の中に100エーカー（404,700m2）のキャンパスを構えている。同学は1860年に創立したルーテル教会系の小規模私立総合大学で、100以上の専攻プログラムを提供し、約2,100人の学生を抱えている。同学は総合大学ではあるが、学生対教授の人数比12:1、クラスサイズの平均は21人という少人数制の教育や、人文科学・社会科学・自然科学・芸術・宗教学など多岐にわたる分野から成り、多角的にものを考える能力を養うことを目的とする全学必修のコア・カリキュラムなど、リベラル・アーツ・カレッジの特徴を併せ持っている。オーガスタナ大学は、USニューズ&ワールド・レポートの大学ランキングでは、中西部の「地方区の大学」の中で10位以内に入る評価を受けている。
オーガスタナ大学の3ブロック北にはスーフォールズ大学がキャンパスを構えている。同学は1883年に創立したバプテスト系私立リベラル・アーツ・カレッジで、約1,700人の学生を抱えている。スーフォールズ大学は、中西部の「地方区の大学」の中で100位前後の評価を受けている。

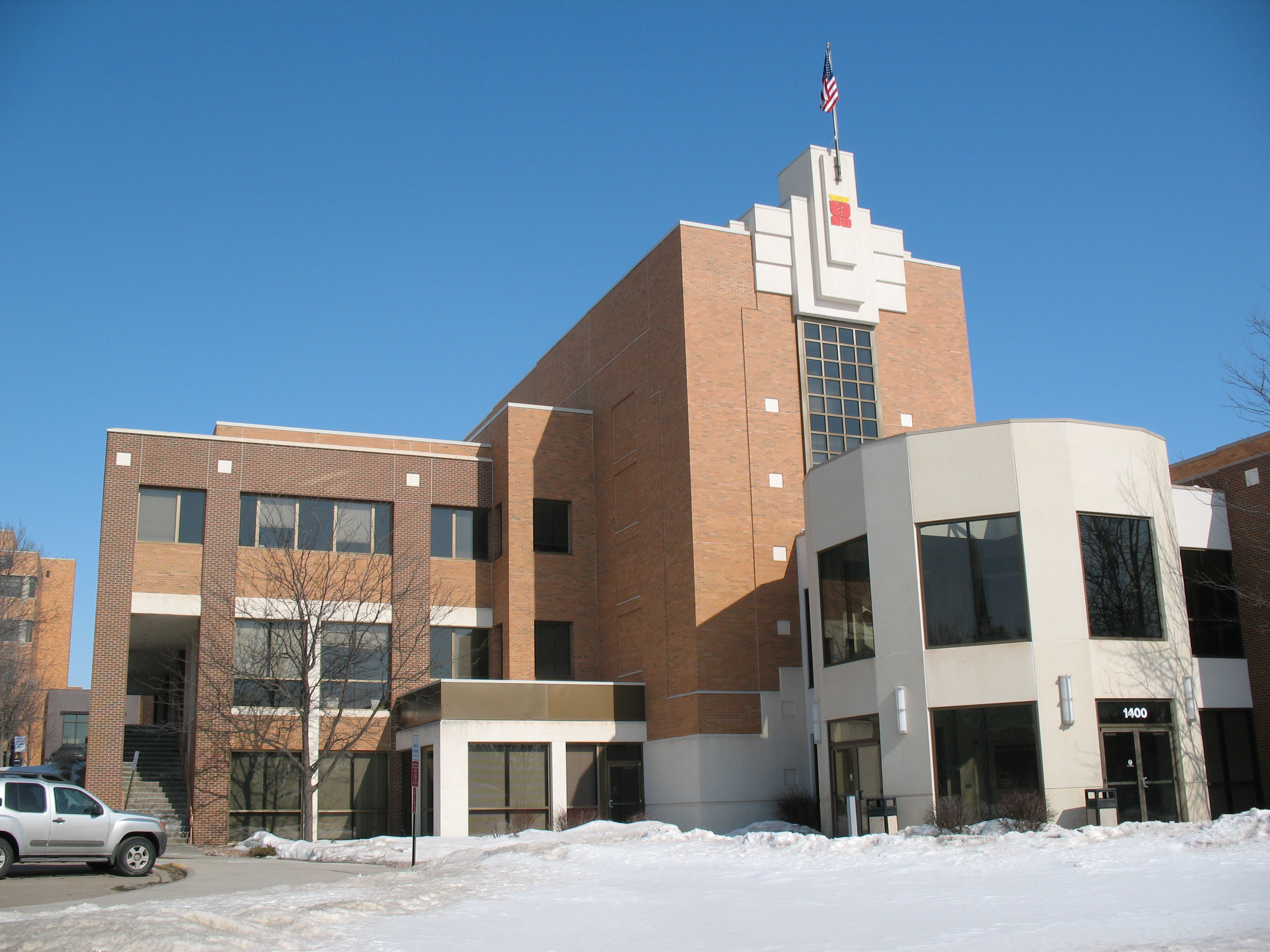
サウスダコタ大学のサンフォード医学校本部

スーフォールズ大学のキャンパスの北西隣にはサンフォード・サウスダコタ大学医療センターが立地し、サウスダコタ州唯一のメディカルスクールである、サウスダコタ大学サンフォード医学校の本部が置かれている。同校の基礎生医学部門はバーミリオンのサウスダコタ本部キャンパス内に置かれており、同校の医学生は最初の2年をそこで過ごした後、スーフォールズの医学校本部、もしくはヤンクトンやラピッドシティの分校で学ぶことになる。
また、市北西端、I-29とI-90のジャンクション近くには、サウスダコタ大学コミュニティ・カレッジ・スーフォールズ校（USD Community College for Sioux Falls）が置かれている。同校ではサウスダコタ大学本校およびサウスダコタ州立大学、ダコタ州立大学と共同で、履修証明や準学士の学位を授与しているほか、学士、修士、博士の各学位を授与するプログラムも提供している。
スーフォールズにおけるK-12課程は、スーフォールズ学区の管轄下にある公立学校によって主に支えられている。同学区は小学校（幼稚園・1-5年生）23校、中学校（6-8年生）5校、高校（9-12年生）3校を有している。加えて、プロジェクトベースで学びを進めていくオルタナティブ教育高校や、多岐にわたる実務的・技術的授業を開講する職業・技術教育アカデミー（Career and Technology Education Academy/CTE）も有している。金融関連の専攻・職業を目指す生徒のために、高校にいながらにして大学レベルの金融・会計学の授業を行う金融アカデミーもある。小学校レベルにおいても、通常の授業と芸術を融合した教育を行う学校や、先取り学習を行う学校、スペイン語のイマージョン教育を行う学校もある。これらの学校全てをあわせて、同学区は約24,000人の児童・生徒を抱えている。
これらの公立学校に加えて、私立学校もいくつか置かれている。カトリックのスーフォールズ司教区は、スーフォールズ・カトリック学校システムとして、小学校（就学前・幼稚園・1-6年生）6校、中学校（7-8年生）1校、高校（9-12年生）1校を置いている。

## 文化

### 美術館と博物館

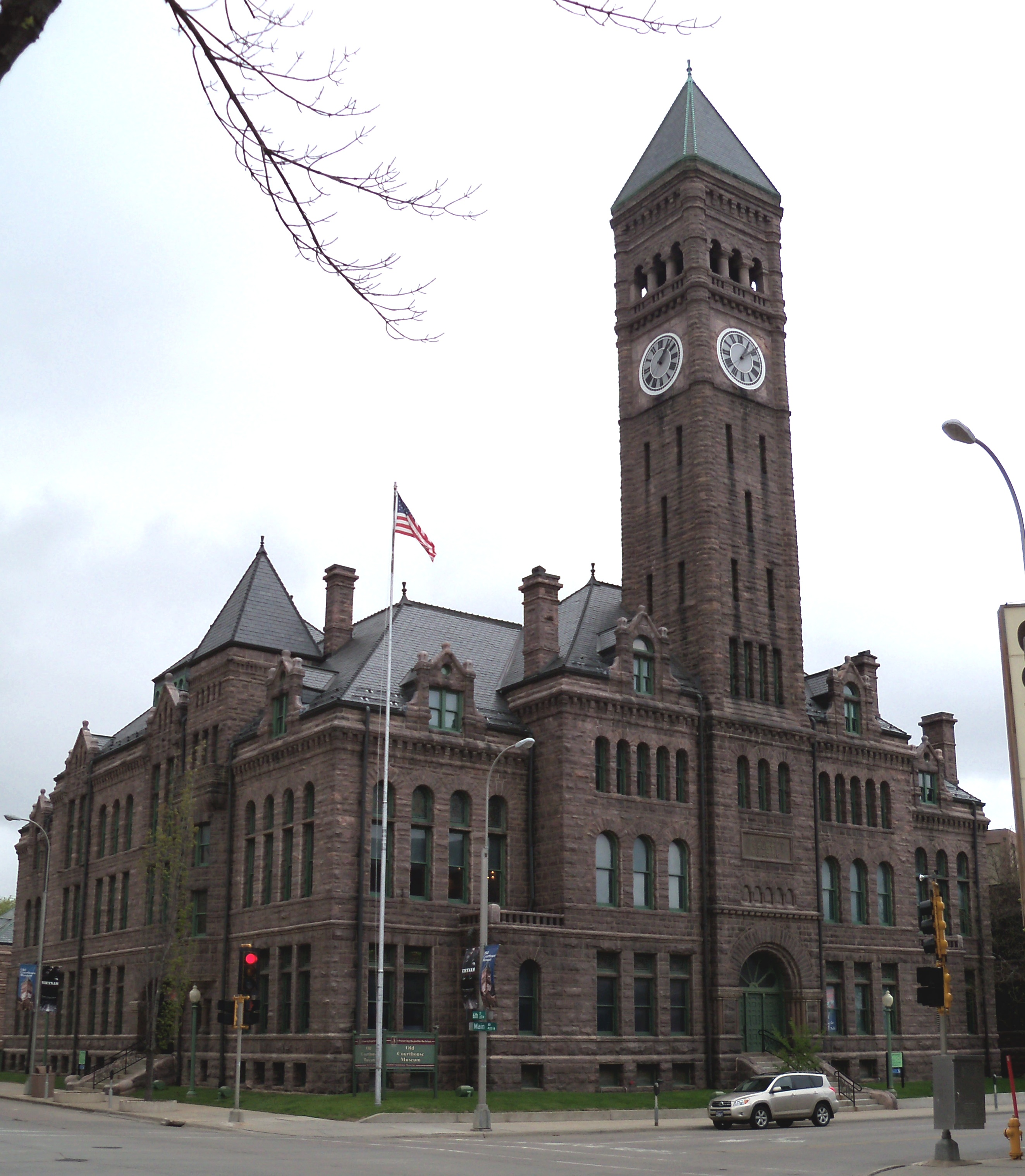
旧ミネハハ郡庁舎。国家歴史登録財に指定されている。

ダウンタウンの6thストリートとメイン・アベニューの北西角には旧ミネハハ郡庁舎が立地している。地元産のピンク色の珪石を用いて1890年に建てられたこの庁舎は、1974年にスーランド・ヘリテージ博物館として改修・再開館した。同館は「スーランド」と呼ばれるビッグスー川流域一帯の自然史および文化史に関する事物を収蔵・展示している。また、同館内にはミネハハ郡歴史協会の本部、およびスー・バレー系譜学協会の図書館も置かれている。加えて、同館では各種の講義やワークショップ、天文学プログラム、館内見学ツアー、子供向けプログラム、および伝統音楽のコンサートも通年行われている。

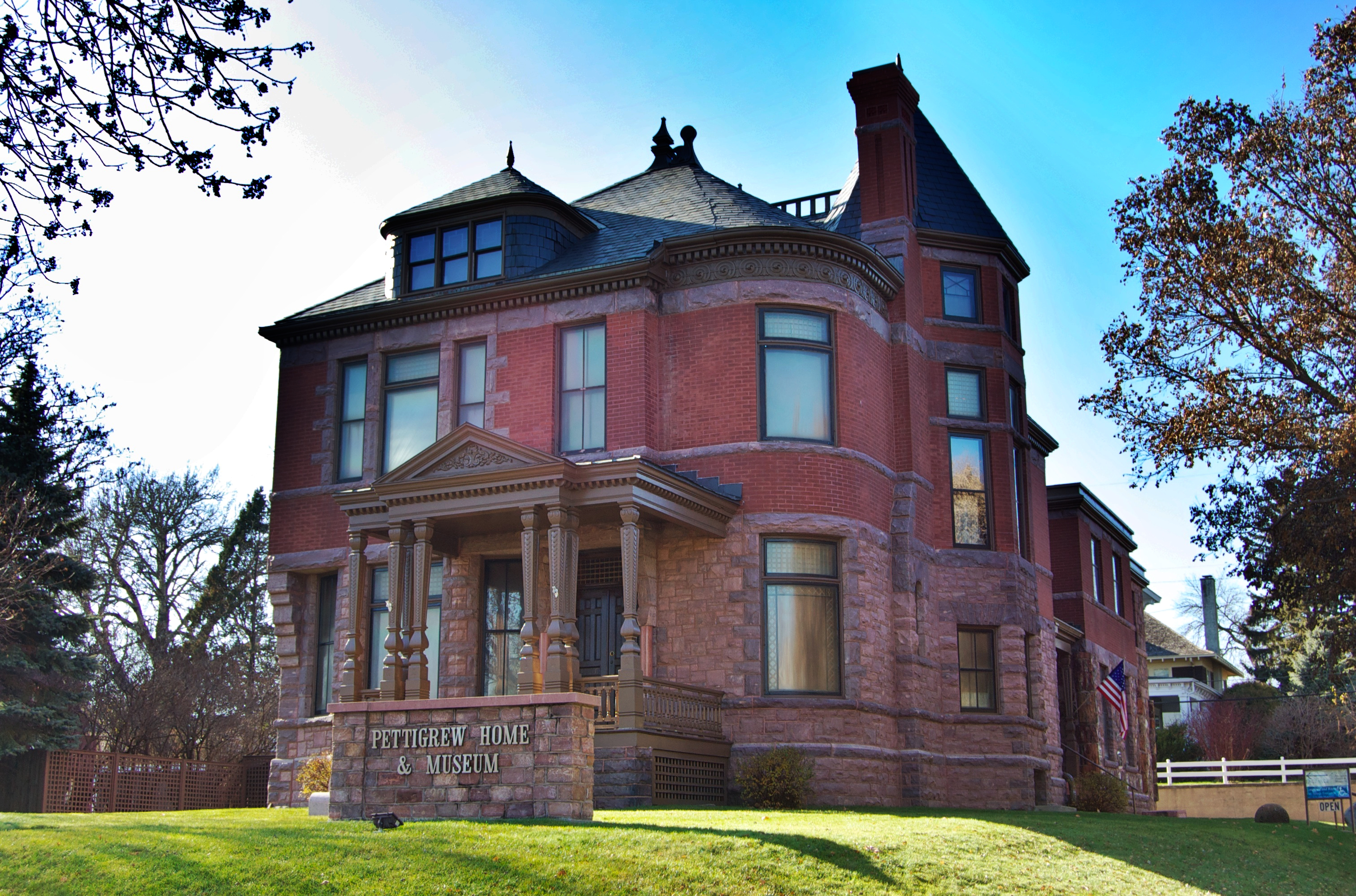
ペティグルー邸博物館

ダウンタウンのすぐ西に広がる住宅街、ダルース・アベニューと8thストリートの南西角には、サウスダコタ州から初めて選出された連邦議会上院議員リチャード・F・ペティグルーの邸宅が保存され、博物館として一般に公開されている。1889年に建てられたこのクイーン・アン様式の家屋には、ペティグルーが生前世界中から集めた事物が展示されているほか、地域の自然史・文化史が描かれている画を展示するギャラリー、およびペティグルーの私文書や5,000冊におよぶ蔵書を所蔵する図書館が併設されている。

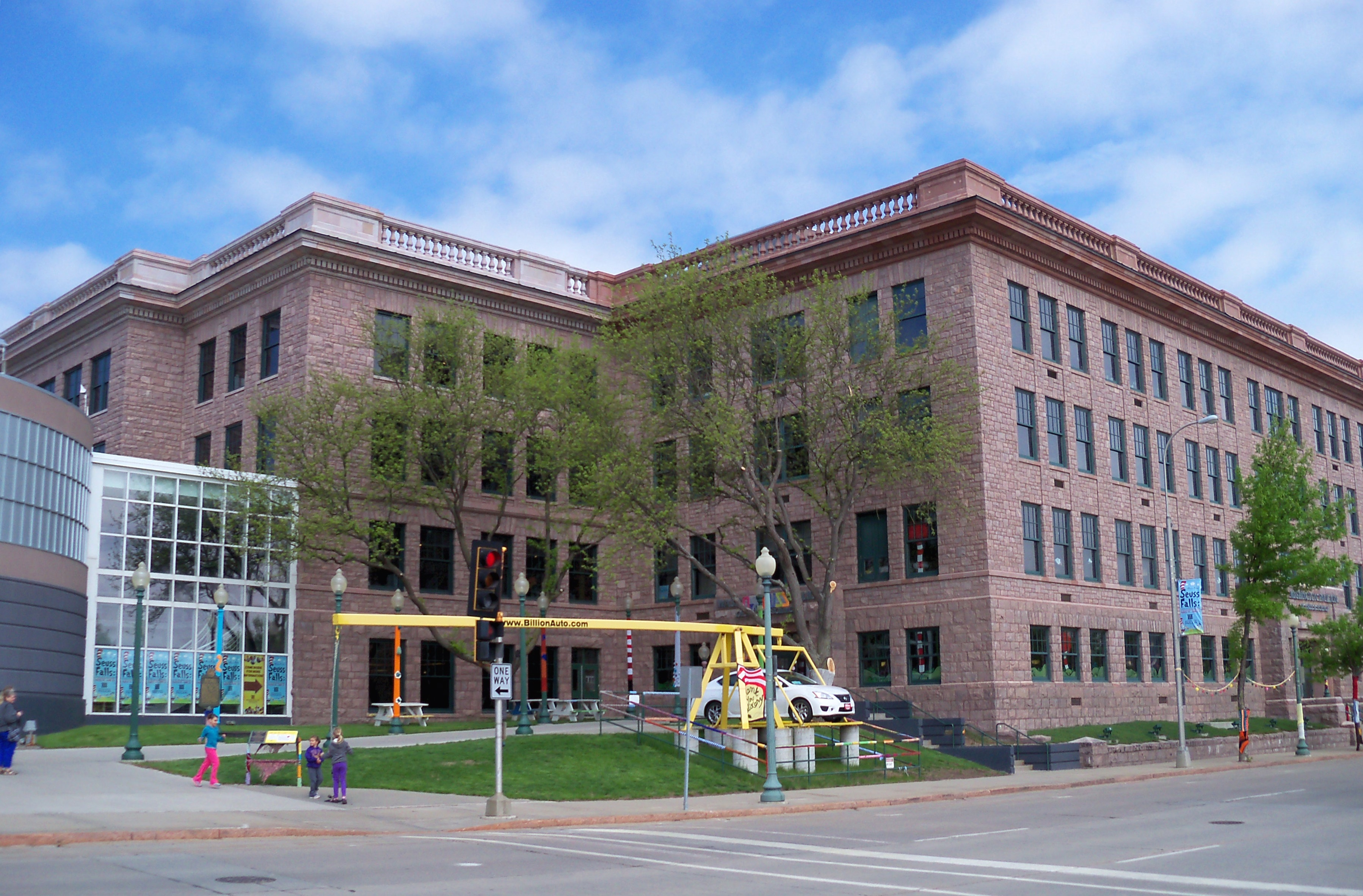
ワシントン・パビリオン

ダウンタウンのメイン・アベニュー沿い、11thストリートと12thストリートの間に立地するワシントン・パビリオンは、美術館、科学博物館、舞台芸術ホール、および映画館が入った複合文化施設である。同施設の美術館である視覚芸術センターは8つの展示室を有し、地元サウスダコタ州の芸術家から、アンディ・ウォーホルやオーギュスト・ロダンに至るまで、国内外の様々な芸術家による作品を展示している。同じく同施設内にある科学発見センターは、見学者が実際に触れて学ぶことのできる展示物100点以上を展示している。
スーランド・ヘリテージ博物館の北東1ブロックに立地する視覚資料館は、1887年に建てられた倉庫を改装し、2007年に美術館として開館したものである。同館はメイン・ギャラリーとフェイズ・ギャラリーの2つの展示室を有し、地域および国内外の芸術家による作品を展示している。加えて、同館は芸術教室やサマーキャンプを開催しているほか、子供がレゴブロックやバービーハウス等で遊びながら想像力を働かせ、創造力を養うコーナーを設けている。
オーガスタナ大学の西部研究センターは、同学の英文学教授が創ったもので、その名が示す通りアメリカ合衆国西部に関する事物や書籍を収蔵している。同館は、もともとこの地に住み着いていたラコタ族やダコタ族に関する事物や、この地に移入したドイツ系・イギリス系・ノルウェー系の移民が持ち込んだ民芸品等を常設展示している。

### 舞台芸術と野外芸術

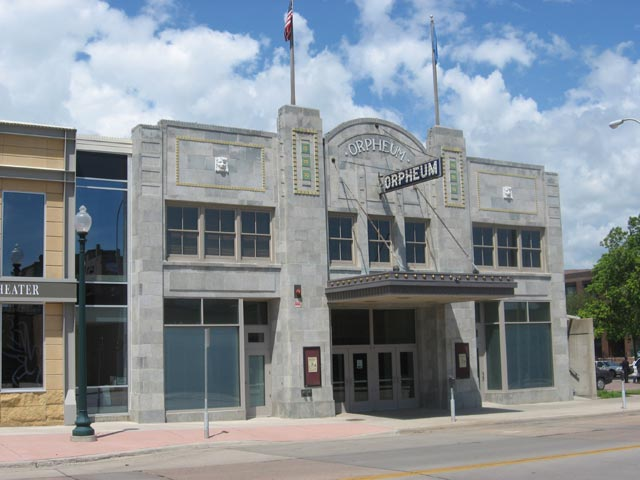
オルフェウム・シアター

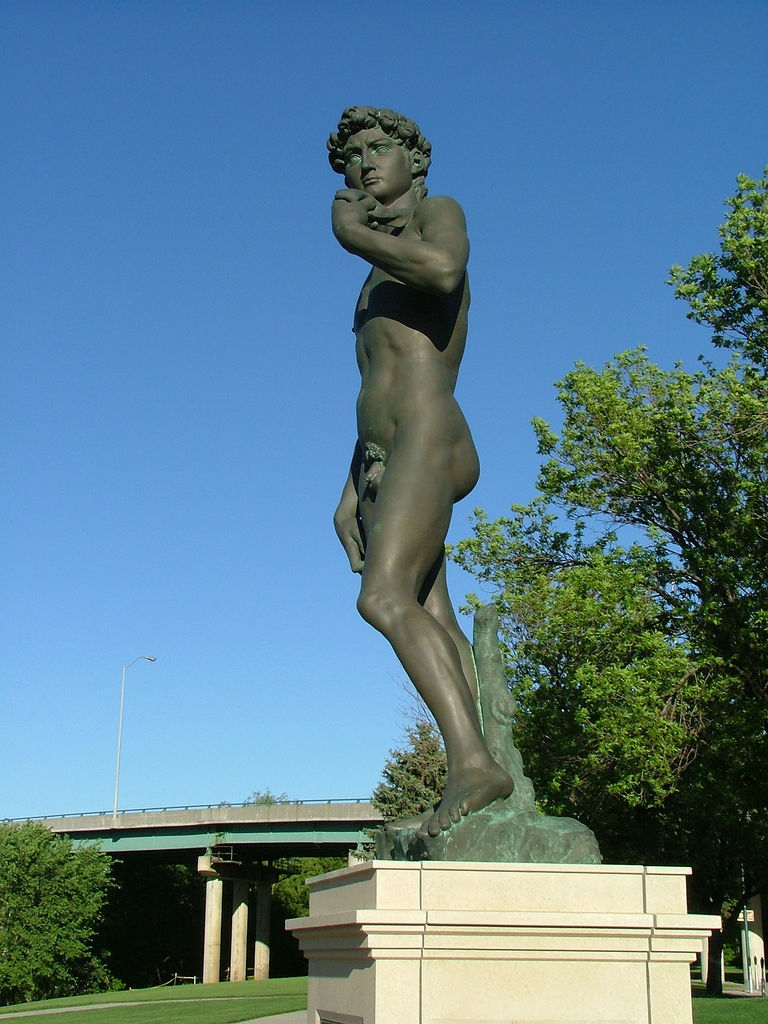
ファウィック・パーク内に立つダビデ像のレプリカ

ワシントン・パビリオンのハズビー舞台芸術センターは、地元オーケストラのサウスダコタ交響楽団のコンサートをはじめ、ジャズやブルース、ミュージカル等、様々な舞台芸術の公演に使われている。このホールを本拠地とするサウスダコタ交響楽団は、1922年にオーガスタナ大学と合同で創設され、1965年にスーフォールズ交響楽団として法人化し、1985年に当時の州知事ウィリアム・ジャンクロウの一声により現名に改称した。ジャズやブルースのコンサートやイベントは、スーフォールズ・ジャズ・アンド・ブルース協会が主催となって行われている。また、スーフォールズ・ジャズ・アンド・ブルース協会は2000年、地元中高生によるジャズバンド、オール・シティ・ジャズ・アンサンブルを結成し、以後その指導にもあたっている。このホールでは、パビリオン・パフォーマンス・シリーズという、教育的要素を含む演劇やミュージカルの公演も年6回行われる。加えて、ワシントン・パビリオン内には、6-18歳の青少年を対象に歌唱、演奏、演技の教育を行う、ダコタ舞台英術アカデミーも置かれている。
ワシントン・パビリオンの運営母体であるワシントン・パビリオン・マネジメント社は、2019年7月1日以降、ダウンタウン北部、6thストリートと7thストリートの中間のフィリップス・アベニュー沿いに立地するオルフェウム・シアター・センターも運営している。同センターの中心的施設である、686席を有するオルフェウム・シアターは、1913年に建てられた歴史的建造物でもあり、1983年に国家歴史登録財に指定されている。また、同センターには、前述のスーフォールズ・ジャズ・アンド・ブルース協会の本部も置かれている。

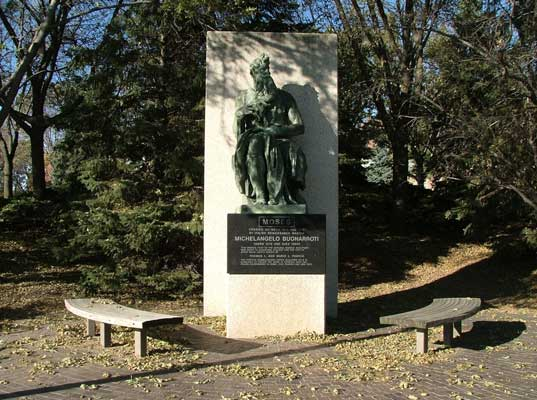
オーガスタナ大学キャンパス内に立つモーセ像のレプリカ

ワシントン・パビリオン北側のオープンスペースはパラディノ・ホーム彫刻庭園として整備されている。庭園内にはサウスダコタ州の花木が植えられ、いくつかの彫刻作品が展示されている。また、ワシントン・パビリオン内には、ダウンタウンに立っている50以上の彫刻作品を各自歩いて見て回る、彫刻散策路のビジターセンターも設けられている。この彫刻散策路外に立つ著名な彫刻作品としては、ダウンタウン南東端、ビッグスー川沿いに広がるファウィック・パーク内に立つ、ミケランジェロのダビデ像や、オーガスタナ大学キャンパス内に立つ、同じくミケランジェロのモーセ像（いずれもレプリカ）が挙げられる。

### イベント
毎年7月末・8月初頭には、ダウンタウンの西約5kmに立地するW・H・リオン・フェアグラウンズでスー・エンパイア・フェアというイベントが開かれる。このイベントは1938年に、ウィノナ・A・リオンが寄付した49.57エーカー（200,000m2）の土地を会場として始まったものである。会期中、会場ではコンサートやロデオ、家畜ショーなどの催事が行われ、遊具が設置され、露店も立ち並ぶ。毎年30万人前後がこのイベントを訪れている。

### スポーツ

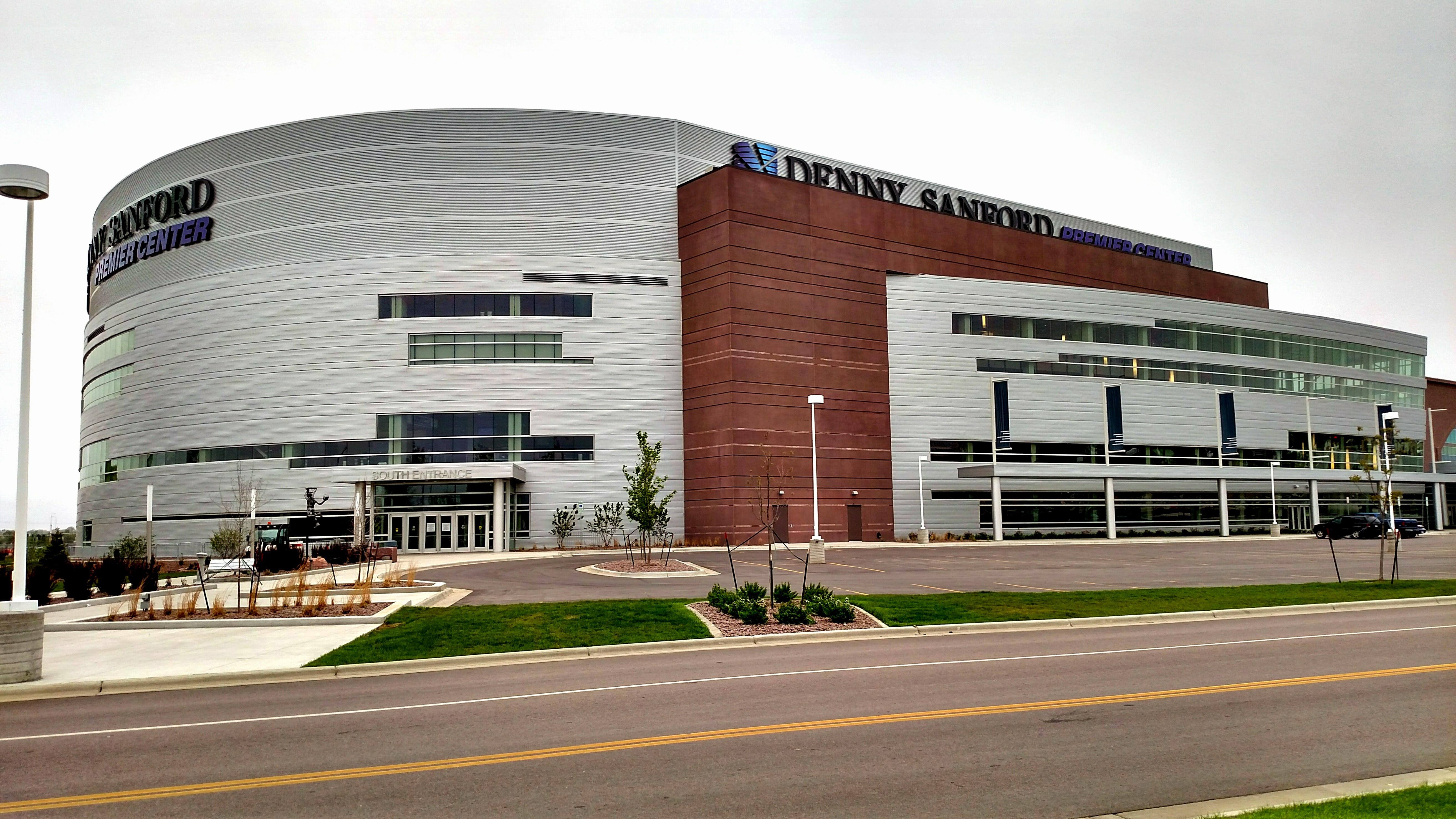
デニー・サンフォード・プレミア・センター

スーフォルズには北米4大プロスポーツリーグのチームこそ置かれていないが、下部リーグや独立リーグのチームはいくつか置かれている。野球のスーフォールズ・カナリーズ（2010-13年のチーム名はファイティングフェザンツ）は1993年に創設された独立リーグのチームで、アメリカン・アソシエーションの南地区に所属している。カナリーズはダウンタウンの北西約4kmに立地するスーフォールズ・スタジアムを本拠地としている。
フットボールのスーフォールズ・ストームは2000年に創設され、2009年のインドア・フットボール・リーグ創設時から同リーグに所属しているチームで、2019年現在11回の優勝経験を有している。アイスホッケーのスーフォールズ・スタンピードは1999年に創設された16-20歳の若年選手から成るアマチュアのチームで、ユナイテッド・ステーツ・ホッケー・リーグ（USHL）の西地区に所属している。ストームおよびスタンピードは、2014年に完成した、スーフォールズ・スタジアムの北西隣に立地するデニー・サンフォード・プレミア・センターを本拠地としている。
バスケットボールのスーフォールズ・スカイフォースはNBA Gリーグ（旧名NBAデベロップメントリーグ）の西カンファレンス中西部地区に所属するチームで、マイアミ・ヒートの傘下にあり、その創設は1989年と、同リーグに所属するチームの中では最も古い部類に入る。スカイフォースはスーフォールズ地域空港の北西に立地するサンフォード・ペンタゴンを本拠地としている。また、サンフォード・ペンタゴンはスカイフォースのホームの試合のほか、オーガスタナ大学やスーフォールズ大学も所属する、ノーザン・サン大学間カンファレンス（NCAAディビジョンII）のバスケットボール決勝トーナメントの会場にもなっている。

### 公園とレクリエーション

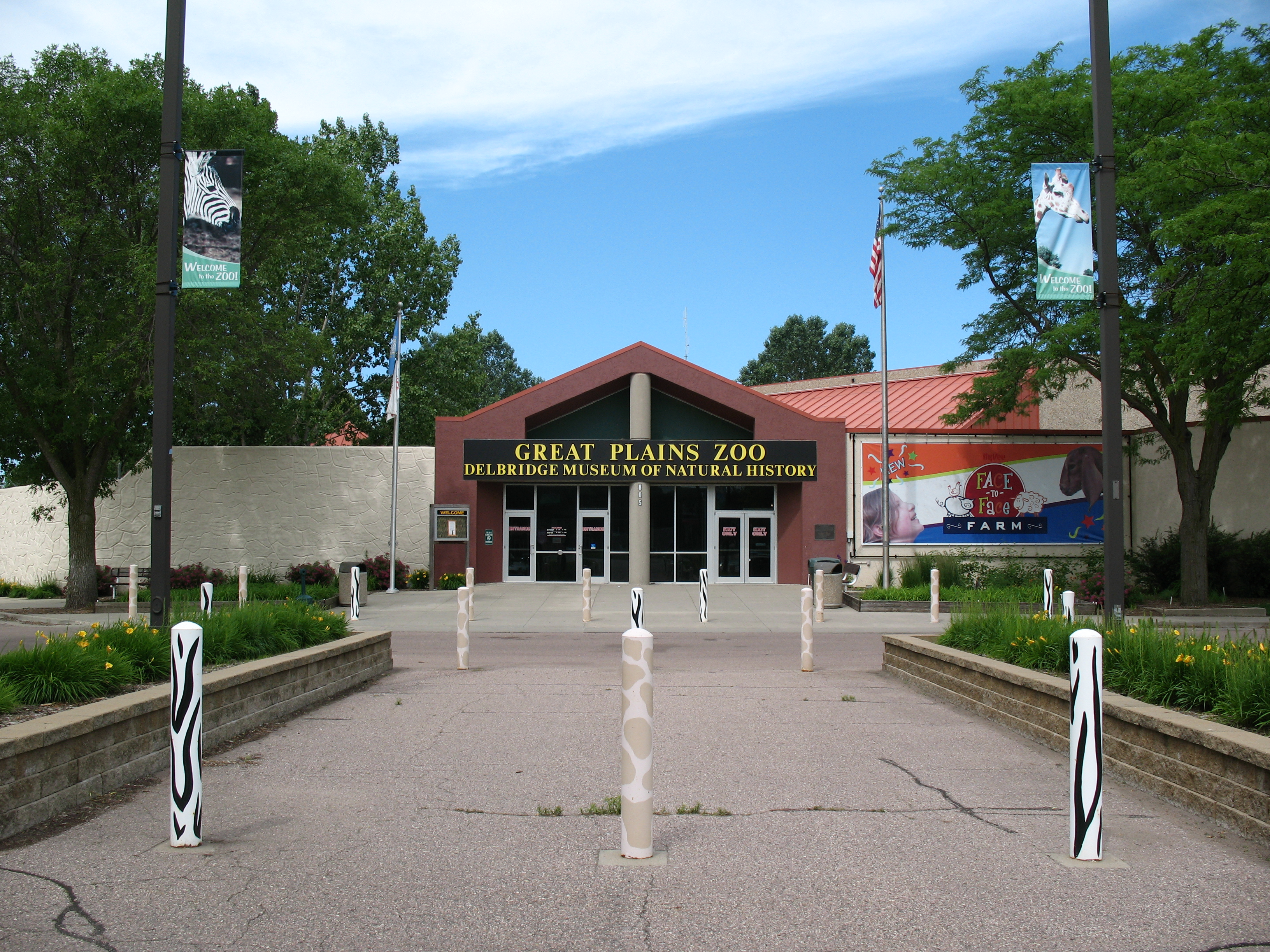
グレート・プレーンズ動物園

ダウンタウンの北端、市名の由来となったビッグスー川の滝の周辺はフォールズ・パークという公園として整備されている。123エーカー（498,0002）の園内には、初期のスーフォールズに建てられた建物のいくつかが残っている。滝のすぐ東側には、1881年に建てられたクイーン・ビー・ミルという水車小屋の跡地が残っている。また、同じく滝の東岸には、1908年に地元産の珪岩を用いて建てられ、1974年までこの滝の水を用いて操業した水力発電所、スーフォールズ電灯電力会社の建物が残っており、現在は滝を望めるカフェとして営業している。冬季の11月中旬から1月中旬にかけては、同園は「ウィンター・ワンダーランド」と銘打って、園内の至る所がイルミネーションで飾られる。また、園内には十数点の彫刻作品が立っている。

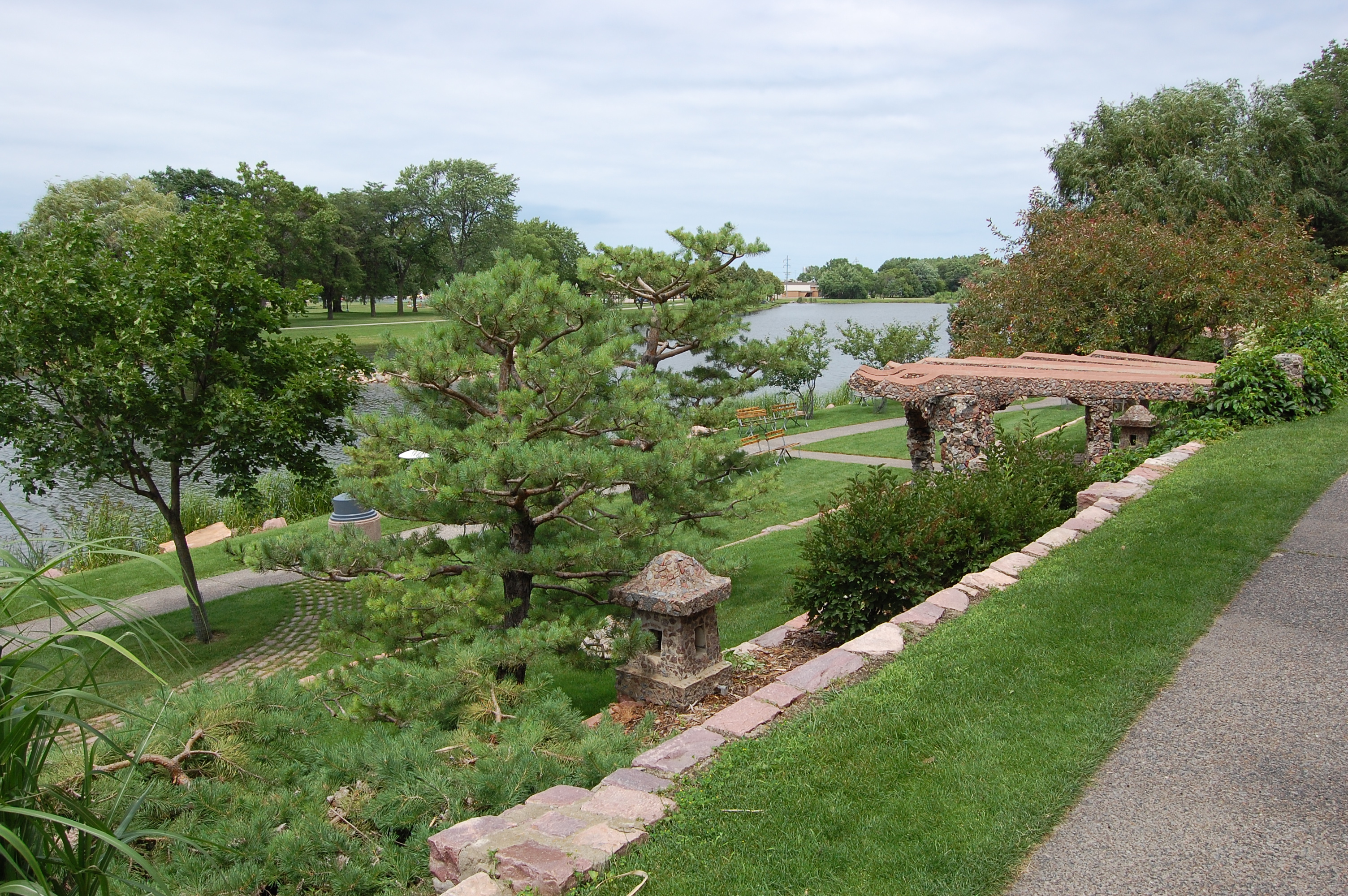
テラス・パーク内の日本庭園

このフォールズ・パークより上流にも、ビッグスー川沿いにはファウィック・パーク、ビードル・パーク、チェリー・ロック・パーク、リバーデイル・パーク、ノーリン・グリーンウェイ・パーク、パスリー・パーク、タットヒル・パーク、スペンサー・パーク、トマール・パーク、ヤンクトン・トレイル・パーク、ファーム・フィールド・パーク、オックスボウ・パーク、シャーマン・パークといった公園が連なり、市中央部を取り囲むグリーンベルトとなっている。シャーマン・パーク内にはグレート・プレーンズ動物園があり、北アメリカからアフリカのサバンナに至るまで、サル・類人猿やアジアのネコ科、フラミンゴをはじめとする鳥類等、絶滅危惧種も含めて130種以上、1,000匹以上の動物が飼育されている。

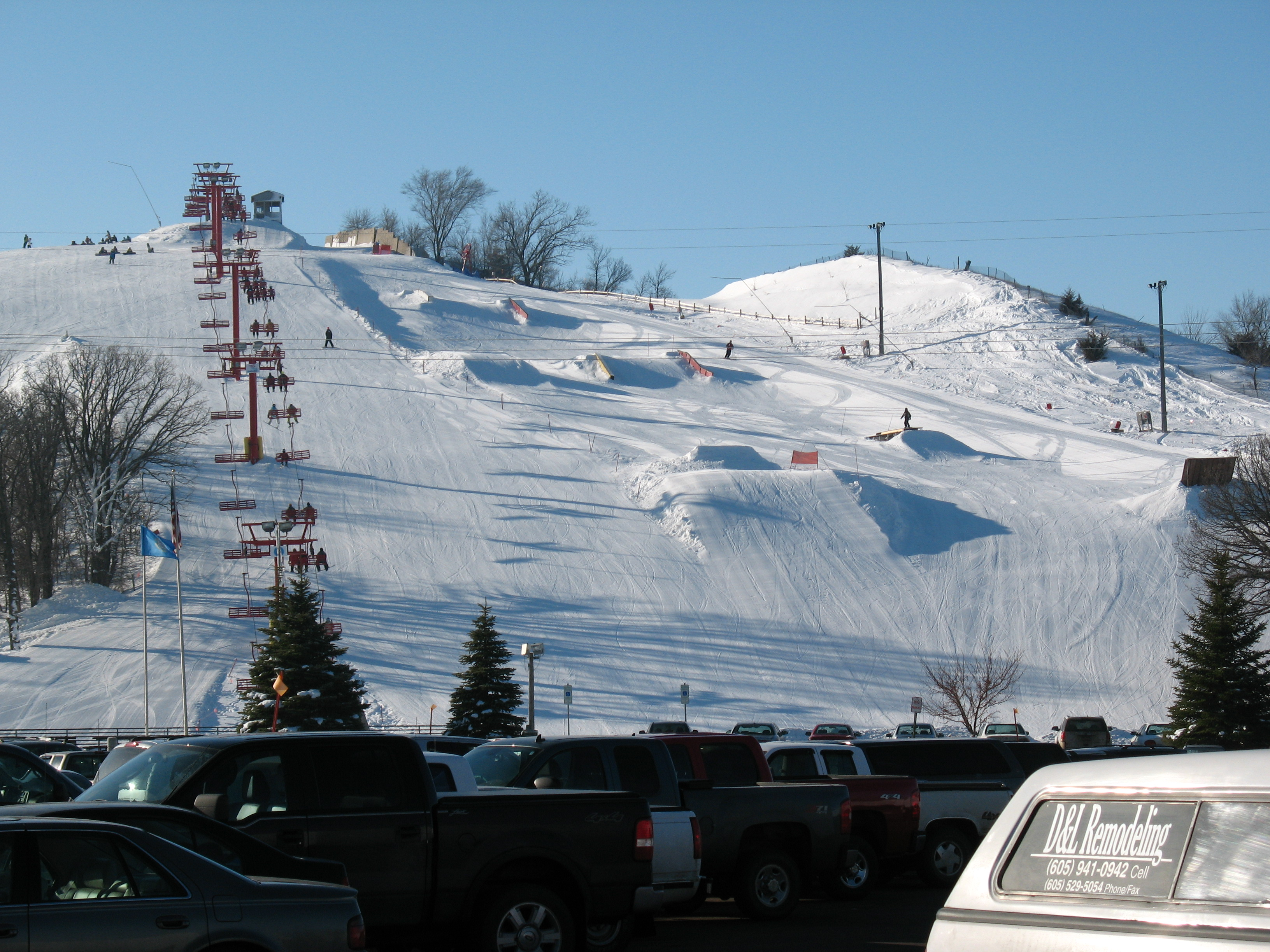
冬季のグレート・ベア・レクリエーション・パーク

ダウンタウンの北西約1km、コベル湖沿いに広がるテラス・パーク内には日本庭園がある。この庭園は1920-30年代に造られたもので、第二次世界大戦中には「中国庭園」と名を変えられ、園内も荒らされ、終戦後も長らく放置されていたものの、1988年に市当局が改修に乗り出し、復活したものである。この日本庭園は2015年に国家歴史登録財に指定された。また、同園内には日本庭園のほか、野外劇場や夏季のプールもある。
ダウンタウンの北東約8kmには、スーフォールズ市公園・レクリエーション局管轄の公園としては最大となる220エーカー（890,000m2）の広さを持つ、グレート・ベア・レクリエーション・パークが立地している。同園は、冬季には14の滑降コース、フリースタイルスキーコース、およびクロスカントリースキーコースを持つスキー場となる。

### 宗教

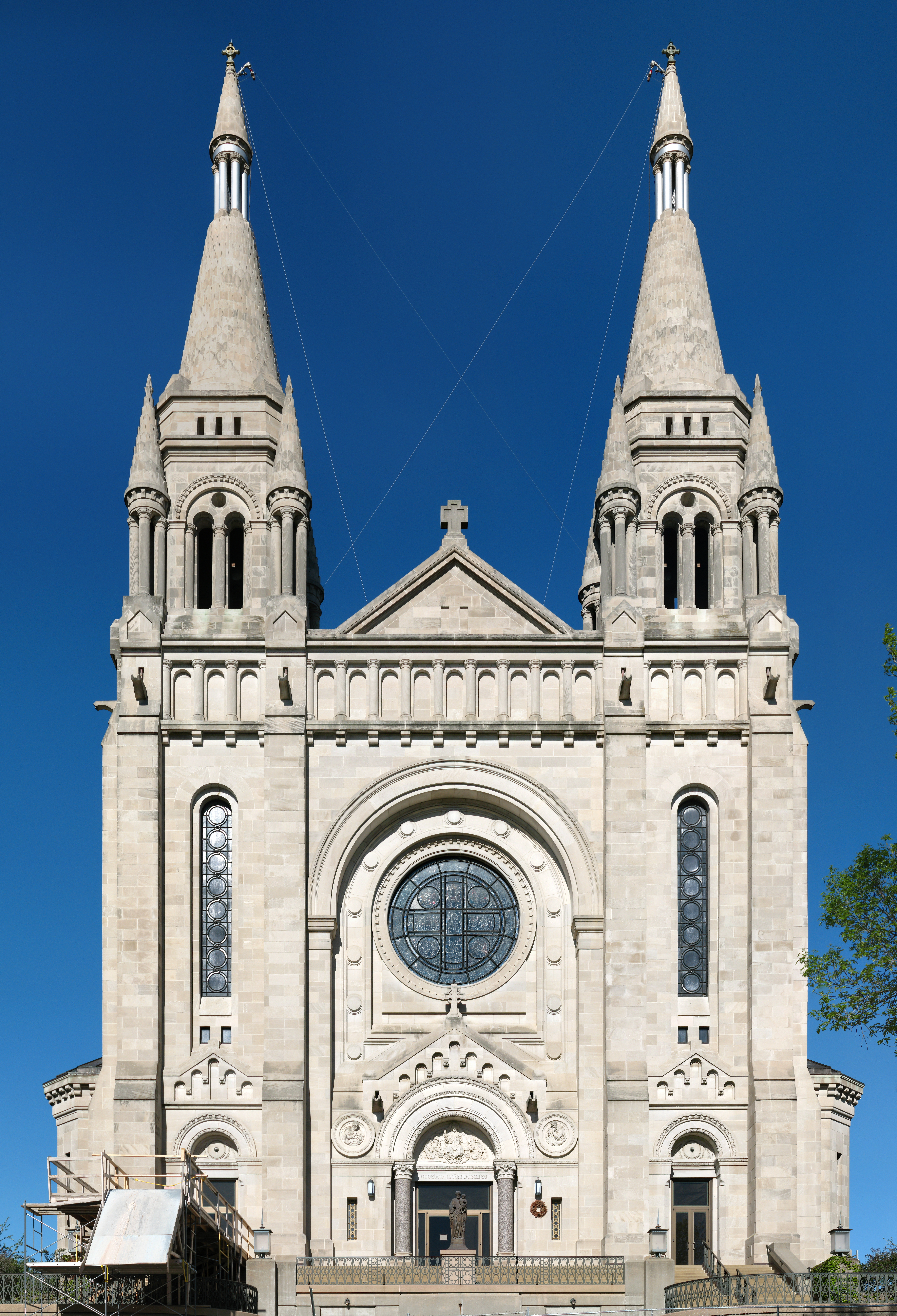
セントジョセフ大聖堂

スーフォールズ市民の約4割は何らかの宗教を信仰している。これはサウスダコタ州平均の約6割をかなり下回る値である。しかしスーフォールズ都市圏全体では、何らかの宗教を信仰している住民の割合が州平均とほぼ同じである。
ミネソタ州と南北ダコタ両州を管轄するカトリックのミネアポリス・セントポール大司教区は、その管轄下にある9つの司教区のうちの1つをスーフォールズに置いている。スーフォールズ司教区は1889年に創設された。1902年にリード司教区（現ラピッドシティ司教区）が創設されると、州の西半分は同司教区の管轄区域となった。それ以後、スーフォールズ司教区は州のミズーリ川以東を管轄区域とし、約120,000人の信者を抱えている。スーフォールズ司教区の司教座聖堂であるセントジョセフ大聖堂はダウンタウンのすぐ北西、4thストリートと5thストリートの間のダルース・アベニュー沿いに建っている。1918年に建てられたこのルネサンス・リバイバル建築様式のバシリカを含む、西はプレーリー・アベニューから東はスプリング・アベニューの間、4thストリートから南へ10thストリートまでの間の地区は、1974年にスーフォールズ歴史地区（現称: 大聖堂歴史地区）として国家歴史登録財に指定されている。
しかし、人口に占めるカトリック教徒の割合は、スーフォールズ市域ではわずか4%にとどまり、スーフォールズ都市圏でも約15%と、州平均を下回っている。サウスダコタ州自体ノルウェー系が多いということもあり、ルーテル教会の信者が約2割を占めて最大となっているが、スーフォールズ市民に占める割合でも州平均をやや下回る程度であり、スーフォールズ都市圏全体では州平均を上回っている。

## 人口動態

### 都市圏人口
スーフォールズの都市圏を形成する各郡の人口は以下の通りである（2010年国勢調査）。
スーフォールズ都市圏
| 郡           | 州             | 人口      |
| ------------ | -------------- | --------- |
| ミネハハ郡   | サウスダコタ州 | 169,468人 |
| リンカーン郡 | サウスダコタ州 | 44,828人  |
| ターナー郡   | サウスダコタ州 | 8,347人   |
| マクック郡   | サウスダコタ州 | 5,618人   |
| 合計         | 合計           | 228,261人 |

### 市域人口推移
以下にスーフォールズ市における1880年から2010年までの人口推移をグラフおよび表で示す。
| 統計年 | 人口      |
| ------ | --------- |
| 1880年 | 2,164人   |
| 1890年 | 10,177人  |
| 1900年 | 10,266人  |
| 1910年 | 14,094人  |
| 1920年 | 25,202人  |
| 1930年 | 33,362人  |
| 1940年 | 40,832人  |
| 1950年 | 52,969人  |
| 1960年 | 65,466人  |
| 1970年 | 72,488人  |
| 1980年 | 81,182人  |
| 1990年 | 100,814人 |
| 2000年 | 123,975人 |
| 2010年 | 153,888人 |

## 姉妹都市
スーフォールズは以下2都市と姉妹都市提携を結んでいる。
- ポツダム（ドイツ）[84]
- ニューリー・モーン・アンド・ダウン（イギリス・北アイルランド）[85]

## 註
1. ↑  History of Sioux Falls. Sioux Falls Conventions & Visitors Bureau. 2019年12月2日閲覧.
2. ↑  “Census.gov/Quickfacts”. 2024年12月22日閲覧。
3. ↑  Ullrich, Jan F. New Lakota Dictionary. 2nd Ed. Bloomington, Indiana: Lakota Language Consortium. 2014年. ISBN 978-0-9761082-9-0.
4. 1 2 3 4 5 6 7  History of Sioux Falls (アーカイブ). City of Sioux Falls 2008年7月5日.
5. ↑  Hetland, Cara. Sioux Falls 25 years after Citibank's arrival. Minnesota Public Radio. 2006年2月25日. 2019年12月16日閲覧.
6. ↑  Falls Park. Sioux Falls Conventions & Visitors Bureau. 2019年12月4日閲覧.
7. ↑  Peel, M. C., B. L. Finlayson, and T. A. McMahon. Updated world map of the Köppen–Geiger climate classification. pp.1633–1644. Hydrol. Earth Syst. Sci.. Vol.11. 2007年. 2019年12月5日閲覧. doi: 10.5194/hess-11-1633-2007. ISSN 1027-5606.
8. ↑  Plant Hardiness Zone Map. United States Department of Agriculture. 2019年12月5日閲覧.
9. 1 2  Historical Weather for Sioux Falls, South Dakota, United States of America. Weatherbase.com. 2019年12月5日閲覧.
10. ↑  Associated Press and KCRG News Staff. Powerful storm strikes Sioux Falls with three confirmed EF-2 tornadoes. KCRG. 2019年9月11日. 2019年12月5日閲覧.
11. ↑  CenturyLink Tower. Emporis. 2019年12月6日閲覧.
12. ↑  Zip Feed Mill. Emporis. 2019年12月6日閲覧
13. ↑  "Article II. City Council". Charter. City of Sioux Falls. 1994年9月13日.
14. 1 2  "Article III. Mayor". Charter. City of Sioux Falls. 1994年9月13日.
15. ↑  "Article IV. Departments, Offices, and Agencies". Charter. City of Sioux Falls. 1994年9月13日.
16. 1 2  The Best Small Places For Business And Careers: Sioux Falls, SD. Forbes. 2019年12月11日閲覧.
17. ↑  Key Industries. Sioux Falls Development Foundation. 2019年12月11日閲覧.
18. ↑  Economy in Sioux Falls, South Dakota. Sperling's Best Places. 2019年12月11日閲覧.
19. ↑  Major Employers. Sioux Falls Development Foundation. 2019年12月11日閲覧.
20. 1 2  AirportIQ 5010. (Form 5010: Joe Foss Field) Airport Master Record. Federal Aviation Administration. 2019年12月5日. 2019年12月7日閲覧.
21. ↑  Direct (Non-Stop) Destinations. Sioux Falls Regional Airport Authority. 2019年12月7日閲覧.
22. ↑  South Dakota Air National Guard. South Dakota National Guard. 2019年12月7日閲覧.
23. ↑  Sneve, Joe. Highway 100 interchange at Interstate 90 east of Sioux Falls up and running. Sioux Falls Angus Leader. 2019年11月6日. 2019年12月7日閲覧.
24. ↑  City Transportation. Sioux Falls Conventions & Visitors Bureau. 2019年12月7日閲覧.
25. ↑  Sioux Falls Trolley Map.  Sioux Falls Conventions & Visitors Bureau. 2019年12月7日閲覧.
26. ↑  South Dakota. Jefferson Lines. 2019年12月7日閲覧.
27. ↑  All-State System Map. Jefferson Lines. 2019年12月7日閲覧.
28. ↑  About Augustana. Sioux Falls, South Dakota: Augustana University. 2019年12月8日閲覧.
29. ↑  Quick Facts. Sioux Falls, South Dakota: Augustana University. 2019年12月8日閲覧.
30. ↑  Augustana's Core Curriculum. Sioux Falls, South Dakota: Augustana University. 2019年12月8日閲覧.
31. ↑  Best Colleges 2020: Best Regional Universities Midwest Rankings. U.S. News & World Report. 2019年. 2019年12月8日閲覧.
2020年版（2019年発行）では9位であった。
32. ↑  About the University of Sioux Falls. University of Sioux Falls. 2019年12月8日閲覧.
33. ↑  Fast Facts. University of Sioux Falls. 2019年12月8日閲覧.
34. ↑  Best Colleges 2020: Best Regional Universities Midwest Rankings. U.S. News & World Report. 2019年. 2019年12月8日閲覧.
2020年版（2019年発行）では102位であった。
35. ↑  Our Locations. Sanford School of Medicine, University of South Dakota. 2019年12月8日閲覧.
36. ↑  USD Community College for Sioux Falls. University of South Dakota. 2019年12月8日閲覧.
37. ↑  Community College for Sioux Falls Programs. University of South Dakota. 2019年12月8日閲覧.
38. ↑  Sioux Falls Schools. Sioux Falls School District. 2019年12月8日閲覧.
39. ↑  Catholic Schools Listing. Diocese of Sioux Falls. 2019年12月8日閲覧.
40. 1 2 3  SOUTH DAKOTA - Minnehaha County. National Register of Historic Places. 2019年12月18日閲覧.
41. ↑  Old Courthouse Museum. Sioux Falls Conventions & Visitors Bureau. 2019年12月18日閲覧.
42. ↑  Pettigrew Home and Museum. Sioux Falls Conventions & Visitors Bureau. 2019年12月18日閲覧.
43. ↑  The Visual Arts Cener. Washington Pavilion. 2019年12月20日閲覧.
44. ↑  Science. Washington Pavilion. 2019年12月20日閲覧.
45. ↑  The Building. Museum of Visual Materials. 2019年12月18日閲覧.
46. ↑  Artists & Exhibits. Museum of Visual Materials. 2019年12月18日閲覧.
47. ↑  Adult Classes, Children's Classes. Museum of Visual Materials. 2019年12月18日閲覧.
48. ↑  Summer Camps. Museum of Visual Materials. 2019年12月18日閲覧.
49. ↑  Children's Activities. Museum of Visual Materials. 2019年12月18日閲覧.
50. ↑  About the Center for Western Studies. Sioux Falls, South Dakota: Augustana University. 2019年12月18日閲覧.
51. ↑  Permanent Themes on Exhibit at CWS.  Sioux Falls, South Dakota: Augustana University. 2019年12月18日閲覧.
52. ↑  South Dakota Symphony Orchestra. Washington Pavilion. 2020年1月8日閲覧.
53. ↑  About Us. South Dakota Symphony Orchestra. 2020年1月8日閲覧.
54. 1 2  Sioux Falls Jazz & Blues. Washington Pavilion. 2020年1月8日閲覧.
55. 1 2  History of SFJB. Sioux Falls Jazz and Blues Society. 2020年1月8日閲覧.
56. ↑  All City Jazz Ensemble. Sioux Falls Jazz and Blues Society. 2020年1月8日閲覧.
57. ↑  Pavilion Performance Series. Washington Pavilion. 2020年1月8日閲覧.
58. ↑  Dakota Academy of Performing Arts. Washington Pavilion. 2020年1月8日閲覧.
59. ↑  Orpheum Theater Center. Washington Pavilion. 2020年1月8日閲覧.
60. ↑  About the Orpheum. Orpheum Theatre. 2020年1月8日閲覧.
61. ↑  Paladino Hohm Sculpture Garden. Washington Pavilion. 2020年1月8日閲覧.
62. ↑  SculptureWalk Visitor Center. Washington Pavilion. 2020年1月8日閲覧.
63. ↑  Michelangelo’s David and Moses. Sioux Falls Convention & Visitors Bureau. 2020年1月8日閲覧.
64. ↑  History. Sioux Empire Fair. 2020年1月10日閲覧.
65. ↑  Sioux Empire Fair. Sioux Falls Convention & Visitors Bureau. 2020年1月10日閲覧.
66. ↑  Sioux Empire Fair. Department of Tourism, State of South Dakota. 2020年1月10日閲覧.
67. ↑  Attendance & Artist History. Sioux Empire Fair. 2020年1月10日閲覧.
68. ↑  Map & Mileage. American Association Baseball. 2020年1月10日閲覧.
69. ↑  Sioux Falls Stadium. Sioux Falls Canaries. 2020年1月10日閲覧.
70. ↑  Storm, Stampede. Denny Sanford PREMIER Center. 2020年1月10日閲覧.
71. ↑  About the Pentagon. Sanford Pentagon. 2020年1月10日閲覧.
72. ↑  Falls Park. Sioux Falls Convention & Visitors Bureau. 2020年1月13日閲覧.
73. ↑  Animals. Great Plains Zoo. 2020年1月13日閲覧.
74. 1 2  Terrace Park and Japanese Gardens now listed as historic places. KSFY. 2015年9月21日. 2020年1月13日閲覧.
75. ↑  Terrace Park and Japanese Gardens (Registration Form). National Park Service. 2020年1月13日閲覧.
76. ↑  Terrace Park Family Pool & Aquatic Center. Sioux Falls Convention & Visitors Bureau. 2020年1月13日閲覧.
77. ↑  Home. Great Bear Recreation Park. 2020年1月13日閲覧.
78. 1 2  Religion in Sioux Falls, South Dakota. BestPlaces. 2020年1月14日閲覧.
79. ↑  Diocese of Sioux Falls. Catholic-Hierarchy. 2020年1月15日閲覧.
80. ↑  About the Diocese. Diocese of Sioux Falls. 2020年1月14日閲覧.
81. ↑  Ferguson, Dana, Jon Ellis, Katie Nelson, and Jay Pickthorn. Sioux Falls Stories: Cathedral Historic District. Sioux Falls Argus Leader. 2015年10月2日. 2020年1月14日閲覧.
82. ↑  American FactFinder. U.S. Census Bureau. 2011年2月4日.
83. ↑  Gibson, Campbell. Population of the 100 Largest Cities and Other Urban Places in the United States: 1790 to 1990. US Census Bureau. 2005年.
84. ↑  Germany. Sister Cities Association of Sioux Falls. 2019年12月2日閲覧.
85. ↑  Northern Ireland. Sister Cities Association of Sioux Falls. 2019年12月2日閲覧.

## 推奨文献
- Olson, Gary D. "Norwegian Immigrants in Early Sioux Falls: A Demographic Profile". Norwegian-American Studies, 36. pp 45-84. 2011年.
- Olson, Gary D. "A Dakota Boomtown: Sioux Falls, 1877–1880". Great Plains Quarterly, 24#1 pp.17-30. 2004年.
- Oyos, Lynwood E. Reveille for Sioux Falls: A World War II Army Air Forces Technical School Changes a South Dakota City. Sioux Falls, South Dakota: The Center for Western Studies, Augustana College. 2014年. ISBN 978-0931170973.
- Tingley, Ralph and Kathleen Tingley. Mission in Sioux Falls: The First Baptist Church, 1875-1975. Sioux Falls, South Dakota: First Baptist Church. 1975年.
- History of Southeastern Dakota: Its Settlement and Growth. Sioux City, Iowa: Western Publishing Company. 1881年.